# 日豊本線
日豊本線（にっぽうほんせん）は、福岡県北九州市小倉北区の小倉駅から大分駅、延岡駅、宮崎駅および都城駅を経由して、鹿児島県鹿児島市の鹿児島駅までを結ぶ九州旅客鉄道（JR九州）の鉄道路線（幹線）である。
福岡県北九州市から大分県中津市・大分市・佐伯市、宮崎県延岡市・宮崎市などの東九州の主要都市を経由して九州東部を縦貫し、鹿児島県鹿児島市までを結ぶ路線である。福岡市・北九州都市圏と沿線各地を結ぶ特急列車などが数多く走っており、路線のほとんどは国道10号と並走している（ただし大分-佐伯間では国道197号・国道217号が、宮崎 - 都城間では国道269号が当線と並走し、国道10号は当線から離れた内陸部を経由）。

## 概要
路線名の「日豊」とは旧令制国の豊後国及び日向国を合わせた地域の呼称で、ほぼ該当する大分県および宮崎県をも指す。ただし日豊本線の両端部分は福岡県と鹿児島県である。
起点は小倉駅だが、1987年（昭和62年）になって西小倉駅に鹿児島本線のホームが設けられたため、小倉駅 - 西小倉駅間が鹿児島本線との重複区間になっている。また路線の終点は鹿児島駅だが、同駅を発着する列車は鹿児島本線に乗り入れ鹿児島中央駅方面に直通している。
小倉駅 - 行橋駅間は旅客営業規則の定める大都市近郊区間の「福岡近郊区間」に含まれている。
小倉駅 - 幸崎駅間、佐土原駅 - 田野駅間および国分駅 - 鹿児島駅間 はIC乗車カード「SUGOCA」の利用エリアに含まれている。ただし、小倉駅 - 幸崎駅間、佐土原駅 - 田野駅間、国分駅 - 鹿児島駅間の各エリアを跨っての利用はできない。
一般向けリアルタイム列車位置情報システム「どれどれ」対応路線（小倉駅 - 鹿児島中央駅間の全線）である。スマートフォンアプリ「JR九州アプリ」内で、リアルタイムの列車位置情報が利用できる。
また、2018年（平成30年）9月28日より小倉駅 - 行橋駅間で駅ナンバリングが制定され、日豊本線の路線記号はJF、路線カラーは青となった。

## 路線データ
- 管轄・路線距離（営業キロ）：
  - 九州旅客鉄道（第一種鉄道事業者）：
    - 小倉駅 - 鹿児島駅間 462.6 km

  - 日本貨物鉄道（第二種鉄道事業者）：
    - 小倉駅 - 佐土原駅間 (326.7 km)
- 軌間：1067 mm
- 駅数：111
  - 日豊本線所属の旅客駅に限定した場合、鹿児島本線所属の小倉駅と鹿児島駅が除外され[7]、109駅となる。なお、西小倉駅は鹿児島本線との分岐駅であるが日豊本線所属である[7]。
- 複線区間：小倉駅 - 立石駅間、中山香駅 - 杵築駅間、日出駅 - 大分駅間
- 電化区間：全線（交流20,000 V・60 Hz）
  - 架線構成：シンプルカテナリー方式
    - 吊架線：亜鉛めっき鋼より線（公称断面積：大分以北135 mm²・大分以南90 mm²、外径：15 mm・12 mm、張力：2 t・1 t）
    - トロリ架線：みぞ付硬銅線(GT)（公称断面積：110 mm²、外径：12.34 mm、張力1 t）
- 閉塞方式：自動閉塞式
- 保安装置：ATS-SK、ATS-DK（2022年2月末現在、小倉駅 - 佐伯駅間、延岡駅 -田野駅が対応[8]）
- 最高速度：
  - 130 km/h（小倉駅 - 大分駅間[2]）
  - 110 km/h（大分駅 - 佐伯駅間、延岡駅 - 宮崎駅間）
  - 100 km/h（隼人駅 - 鹿児島駅間）
  - 90 km/h（国分駅 - 隼人駅間）
  - 85 km/h（佐伯駅 - 延岡駅間、宮崎駅 - 国分駅間）
- 運転指令所：博多総合指令センター・大分指令センター・南宮崎指令センター

各支社の管轄区間は以下のようになっている。
- JR九州本社鉄道事業本部：小倉駅 - 吉富駅間
- JR九州大分支社：中津駅 - 宗太郎駅間
- JR九州宮崎支社：市棚駅 - 五十市駅間
- JR九州鹿児島支社：財部駅 - 鹿児島駅間

本社と大分支社の境界は山国川橋梁（県境を跨ぐ）と中津駅下り場内信号機の間に、大分支社と宮崎支社の境界は第四宗太郎トンネルの延岡方出入口と県境の間にある。
旅客運賃体系
後述の大都市近郊区間を除いて幹線運賃
大都市近郊区間（旅客営業規則による）
- 福岡近郊区間 ： 小倉駅 - 行橋駅間

IC乗車カード対応区間
- SUGOCA福岡・佐賀・大分・熊本エリア ： 小倉駅 - 幸崎駅間
- SUGOCA宮崎エリア ： 佐土原駅 - 田野駅間
- SUGOCA鹿児島エリア ： 国分駅 - 鹿児島駅間（竜ケ水駅では利用不可）

## 歴史
小倉駅 - 重岡駅間は、初代九州鉄道および初代豊州鉄道の手で開業した小倉駅 - 行橋駅 - 長洲駅（現在の柳ケ浦駅）間を国有化後に延伸したものである。
一方、重岡駅以南は、吉松駅から宮崎線として順次延伸されたもので、うち宮崎駅 - 佐土原駅間は宮崎県営鉄道を買収して編入したものである。1923年（大正12年）に重岡駅まで開通し小倉駅 - 宮崎駅 - 吉松駅間が日豊本線となった。
国分駅（現在の隼人駅） - 鹿児島駅間は官営の鹿児島線として開業したもので、1932年（昭和7年）に都城駅 - 隼人駅間が開通して、現在のルートである小倉駅 - 都城駅 - 隼人駅 - 鹿児島駅間が日豊本線となり、吉松駅 - 都城駅間は吉都線となった。

### 年表

#### 小倉駅 - 重岡駅間

##### 九州鉄道・豊州鉄道→豊州本線
- 1895年（明治28年）
  - 4月1日：九州鉄道が小倉駅 - 行事駅間を開業（小倉駅 - 小倉総合車両センター付近は1891年4月1日に九州鉄道本線の一部として既設）。城野駅・刈田駅・行事駅が開業。
  - 8月25日：行事駅が廃止。行橋駅が開業（豊州鉄道の駅として既設）。
  - 10月25日：曽根駅が開業。
- 1897年（明治30年）9月25日：豊州鉄道が行橋駅 - 長洲駅間を延伸開業。新田原駅・椎田駅・松江駅・宇ノ島駅・中津駅・今津駅・四日市駅・長洲駅が開業。
- 1898年（明治31年）3月1日： 長洲駅が宇佐駅（初代）に改称。
- 1901年（明治34年）
  - 5月25日：大貞駅が開業。
  - 9月3日：九州鉄道が豊州鉄道を合併
- 1904年（明治37年）2月12日：北篠崎聯絡所・紫川聯絡所・南篠崎聯絡所が開設。
- 1907年（明治40年）
  - 7月1日：鉄道国有法により九州鉄道を買収、官設鉄道の路線となる。
  - 11月1日：宇ノ島駅が宇島駅に、刈田駅が苅田駅に改称。
- 1909年（明治42年）
  - 10月12日：国有鉄道線路名称の制定により、小倉駅 - 柳ケ浦駅間が豊州本線になる。
  - 10月15日：宇佐駅（初代）が柳ケ浦駅に改称。
  - 12月21日：柳ケ浦駅 - 宇佐駅間が延伸開業。宇佐駅（2代）が開業。
- 1910年（明治43年）12月15日：宇佐駅 - 中山香駅間が延伸開業。立石駅・中山香駅が開業。
- 1911年（明治44年）
  - 3月22日：中山香駅 - 日出駅間が延伸開業。杵築駅・日出駅が開業。
  - 4月22日：豊前長洲駅が開業。
  - 7月16日：日出駅 - 別府駅間が延伸開業。頭成駅・亀川駅・別府駅が開業。
  - 10月1日：北篠崎聯絡所が廃止。
  - 11月1日： 別府駅 - 大分駅間が延伸開業。浜脇駅・西大分駅・大分駅が開業。
- 1912年（明治45年）紫川聯絡所が廃止。
- 1914年（大正3年）4月1日：大分駅 - 幸崎駅間が延伸開業[9]。下郡聯絡所および高城駅・鶴崎駅・坂ノ市駅・幸崎駅が開業[10]。
- 1915年（大正4年）8月15日：幸崎駅 - 臼杵駅間が延伸開業。下ノ江駅・臼杵駅が開業。
- 1916年（大正5年）
  - 6月21日：南篠崎聯絡所が廃止。
  - 10月25日：臼杵駅 - 佐伯駅間が延伸開業。津久見駅・日代駅・浅海井駅・佐伯駅が開業。
- 1917年（大正6年）7月18日：上臼杵駅が開業。
- 1918年（大正7年）10月16日：苅田駅の読みを「かんだ」から「かりた」に変更。
- 1919年（大正8年）9月1日：四日市駅が豊前善光寺駅に改称。
- 1920年（大正9年）
  - 8月15日：熊崎駅が開業。
  - 11月20日：佐伯駅 - 神原駅間が延伸開業。上岡駅・直見駅・神原駅が開業。
- 1922年（大正11年）3月26日：神原駅 - 重岡駅間が延伸開業。重岡駅が開業。
- 1923年（大正12年）
  - 3月16日：今川仮信号場（初代）が開設。
  - 7月1日：海崎駅が開業。
  - 7月21日：今川仮信号場（初代）が廃止。
  - 12月15日： 豊州本線と宮崎本線が統合されて、小倉駅 - 吉松駅間が日豊本線になる。
- 1924年（大正13年）
  - 7月23日：今川仮信号場（2代）が開設（廃止年月日不詳）
  - 11月25日：大在駅が開業。
- 1926年（大正15年）9月1日：西屋敷信号場が開設。

#### 重岡駅 - 都城駅間

##### 宮崎線
- 1913年（大正2年）10月8日：谷頭駅 - 都城駅間が宮崎線として開通（現在の吉都線が全通）。都城駅が開業。
- 1914年（大正3年）
  - 2月11日：都城駅 - 三股駅間が延伸開業。三股駅が開業。
  - 8月15日：三股駅 - 山之口駅間が延伸開業。山之口駅が開業。
- 1915年（大正4年）3月20日：清武駅 - 宮崎駅間が開業。大淀駅が開業。都城駅方面、佐伯駅方面ともに未接続のため宮崎県営鉄道に営業を委託。
- 1916年（大正5年）3月21日：山之口駅 - 青井岳駅間が延伸開業。青井岳駅が開業。
  - 4月10日：清武駅 - 大久保駅間が延伸開業。大久保駅が開業。
  - 10月25日：青井岳駅 - 清武駅間が延伸開業し、宮崎線吉松駅 - 宮崎駅間が全通。田野駅が開業。大久保駅が廃止。

##### 宮崎県営鉄道妻線
- 1913年（大正2年）12月15日：宮崎駅 - 福島町駅間が宮崎県営鉄道妻線として開業。広瀬駅（初代）・次郎ヶ別府駅・蓮ケ池駅（初代）・花ヶ島駅が開業。
- 1914年（大正3年）
  - 4月26日：福島町駅 - 佐土原駅（初代・後の西佐土原）間が延伸開業。
  - 11月20日：宮崎駅 - 川口駅間の貨物線が開業。
- 1917年（大正6年）9月21日：宮崎県営鉄道妻線の買収により、吉松駅 - 宮崎駅間を宮崎本線とし、宮崎駅 - 広瀬駅 - 妻駅間が妻軽便線になる。宮崎駅 - 川口駅間の貨物線、蓮ケ池駅（初代）が廃止。

##### 宮崎本線
- 1920年（大正9年）9月11日：広瀬駅 - 高鍋駅間が延伸開業。高鍋駅・三納代駅・広瀬駅（2代）が開業。広瀬駅（初代）が廃止。宮崎駅 - 広瀬駅間が妻軽便線から宮崎本線に編入され、吉松駅 - 宮崎駅 - 高鍋駅間が宮崎本線、広瀬駅 - 妻駅間が妻軽便線になる。
- 1921年（大正10年）
  - 6月11日：高鍋駅 - 美々津駅間が延伸開業。美々津駅・都農駅・川南駅が開業。
  - 10月11日：美々津駅 - 富高駅間が延伸開業。富高駅・岩脇駅が開業。
  - 10月11日： 細島軽便線（後の細島線）富高駅 - 細島駅間が開業。
- 1922年（大正11年）2月11日：富高駅 - 南延岡駅間が延伸開業。南延岡駅・土々呂駅・門川駅が開業。
  - 5月1日：南延岡駅 - 延岡駅間が延伸開業。延岡駅が開業。
  - 10月29日：延岡駅 - 日向長井駅間が延伸開業。日向長井駅が開業。
- 1923年（大正12年）
  - 7月1日：日向長井駅 - 市棚駅間が延伸開業。市棚駅が開業。
  - 12月15日：市棚駅 - 重岡駅間が延伸開業。豊州本線と宮崎本線が統合され、小倉駅 - 吉松駅が日豊本線になる。宗太郎信号場が開設。

#### 都城駅 - 鹿児島駅間

##### 志布志線
- 1923年（大正12年）1月14日：都城駅 - 西都城駅 - 末吉駅間が志布志線として開業。西都城駅が開業。

##### 国都東線
- 1929年（昭和4年）4月28日：西都城駅 - 財部駅間が国都東線として開業。五十市駅・財部駅が開業。
- 1931年（昭和6年）11月1日：財部駅 - 大隅大川原駅間が延伸開業。北俣駅・大隅大川原駅が開業。
- 1932年（昭和7年）12月6日：大隅大川原駅 - 霧島神宮駅間が延伸開業。北永野田駅が開業。日豊本線に編入

##### 国都西線
- 1929年（昭和4年）11月24日：西国分駅 - 国分駅間が国都西線として開業。国分駅（2代）駅が開業。
- 1930年（昭和5年）7月10日：国分駅 - 霧島神宮駅間が延伸開業。霧島神宮駅が開業。

##### 鹿児島線→肥薩線
- 1901年（明治34年）6月10日：国分駅（現在の隼人） - 鹿児島駅間が鹿児島線として開業。鹿児島駅・重富駅・加治木駅・国分駅（初代）が開業[11]。
- 1908年（明治41年）7月28日：心岳寺仮乗降場が開業。
- 1909年（明治42年）11月21日：門司駅（現在の門司港駅） - 人吉駅 - 鹿児島駅間の全通に伴い、鹿児島線に人吉本線が編入され鹿児島本線になる。
- 1915年（大正4年）8月7日：竜ケ水駅が開業。
- 1926年（大正15年）4月1日：帖佐駅が開業。
- 1927年（昭和2年）10月17日：川内経由のルート全通により、鹿児島本線から八代駅 - 吉松駅 - 鹿児島駅間が分離され肥薩線になる。
- 1929年（昭和4年）9月1日： 国分駅（初代）が西国分駅に改称。
- 1930年（昭和5年）9月15日：西国分駅が隼人駅に改称。

#### 全通後
- 1932年（昭和7年）12月6日：線路名称制定により小倉駅 - 都城駅 - 隼人駅 - 鹿児島駅間が日豊本線になる。
- 1933年（昭和8年）6月19日：築城駅が開業。
- 1934年（昭和9年）4月15日：浜脇駅が東別府駅に改称。
- 1935年（昭和10年）10月1日：次郎ヶ別府駅が日向住吉駅に改称。
- 1940年（昭和15年）8月1日：頭成駅が豊後豊岡駅に改称。
- 1941年（昭和16年）8月20日：南小倉信号場が開設。
- 1942年（昭和17年）4月1日：大淀駅が南宮崎駅に改称。
- 1944年（昭和19年）
  - 5月28日：小波瀬信号場が開設。
  - 9月1日：行橋駅 - 苅田港駅間の貨物支線が開業。貨物駅として苅田港駅が開業。
  - 12月1日：南小倉信号場が駅に変更され南小倉駅が開業。
- 1945年（昭和20年）5月1日：曽根駅が下曽根駅に、松江駅が豊前松江駅に、苅田港駅が苅田港事務所にそれぞれ改称（苅田港は手続上は廃止新設）。
- 1947年（昭和22年）
  - 10月1日：佐志生仮乗降場が開業。
  - 3月1日：西屋敷信号場・宗太郎信号場が駅に変更され西屋敷駅・宗太郎駅が開業。
- 1948年（昭和23年）10月15日：小波瀬信号場が駅に変更され小波瀬駅が開業。
- 1949年（昭和24年）
  - 5月1日：北川駅が開業。
  - 6月1日：行橋駅 - 苅田港駅間貨物支線の起点が小波瀬駅に変更。苅田港事務所を苅田港駅に改称（手続上は廃止新設）。
- 1950年（昭和25年）1月10日：佐志生仮乗降場が駅に変更され佐志生駅が開業。
- 1952年（昭和27年）
  - 5月1日：葛原信号場・朽網信号場が開設。
  - 6月1日：大神駅が開業。朽網信号場が駅に変更され朽網駅が開業。
  - 8月21日：東都農駅が開業。
  - 11月15日：大貞駅が東中津駅に改称。
- 1953年（昭和28年）2月11日：北延岡駅が開業。
- 1954年（昭和29年）
  - 8月：土々呂海水浴場仮乗降場が開業（廃止時期不詳、同年中）。
  - 11月10日：花ヶ島駅が宮崎神宮駅に改称。
- 1955年（昭和30年）12月1日：西大分駅 - 大分港駅間の貨物支線（大分港臨港線）が開業。
- 1956年（昭和31年）
  - 2月11日：三毛門駅が開業。
  - 2月20日：小波瀬駅 - 行橋駅間が複線化[12]。
  - 10月1日：天津駅が開業。
  - 11月18日：仏崎信号場が開設[13]。
- 1958年（昭和33年）
  - 2月15日：小倉駅 - 南小倉駅間が複線化[14]。
  - 6月5日：南小倉駅 - 城野駅間が複線化。
- 1959年（昭和34年）
  - 4月15日：狩生駅が開業。
  - 7月20日：加草仮乗降場が開業（廃止時期不詳）。
  - 10月1日：苅田駅の読みを「かりた」から「かんだ」に変更。
- 1961年（昭和36年）
  - 3月20日：神原駅が直川駅に、三納代駅が日向新富駅に改称。
  - 10月1日：大川司信号場が開設[15]。小倉駅 - 宮崎駅間に京都駅発着の特急「かもめ」が運転開始。
- 1962年（昭和37年）10月1日：川原木信号場が開設。
- 1963年（昭和38年）
  - 3月20日： 下郡信号場（初代）が廃止。
  - 5月25日：富高駅が日向市駅に、岩脇駅が南日向駅に改称。
  - 9月20日：葛原信号場 - 朽網駅間が複線化。
- 1965年（昭和40年）
  - 3月29日：城野駅 - 葛原信号場間が複線化。
  - 3月30日：葛原信号場が廃止。
  - 4月1日：餅原駅が開業。
  - 7月1日：広瀬駅が佐土原駅に改称。
  - 9月15日：日向沓掛信号場が開設。
  - 9月26日：苅田駅 - 小波瀬駅間が複線化。
  - 9月29日：朽網駅 - 苅田駅間が複線化。
  - 10月1日：門石信号場・楠ヶ丘信号場が開設。日向沓掛信号場が駅に変更され日向沓掛駅が開業。
- 1966年（昭和41年）
  - 7月20日：宇佐駅 - 西屋敷駅間が複線化[16]。
  - 8月9日：亀川駅 - 東別府駅間が複線化[17]。
  - 8月30日：行橋駅 - 新田原駅間が複線化[18]。
  - 9月6日：東別府駅 - 仏崎信号場間が複線化[19]。
  - 9月21日：西大分駅 - 大分駅間が複線化[20]。
  - 9月28日：西屋敷駅 - 立石駅間が複線化[21]。
  - 10月1日：南霧島信号場が開設。小倉駅 - 新田原駅間が電化[22]。
- 1967年（昭和42年）
  - 7月20日：椎田駅 - 豊前松江駅間が複線化[23][24]。
  - 7月31日：築城駅 - 椎田駅間が複線化[24][25]。
  - 8月1日：心岳寺仮乗降場が廃止。
  - 8月9日：仏崎信号場 - 西大分駅間が複線化[26]。仏崎信号場が廃止。
  - 8月30日：新田原駅 - 築城駅間が複線化[27]。電化にあたり航空自衛隊築城基地の航空機離着陸の障害防止のため同区間を西側に経路変更。
  - 9月15日：新田原駅 - 幸崎駅間が電化[注釈 2][注釈 3][28]。
  - 9月27日：徳浦信号場が開設。
- 1969年（昭和44年）
  - 8月26日：豊前松江駅 - 宇島駅間が複線化。
  - 9月12日：豊前長洲駅 - 宇佐駅間が複線化[29]。
  - 9月19日：宇島駅 - 三毛門駅間が複線化[30]。
- 1970年（昭和45年）
  - 6月25日：三毛門駅 - 小倉駅起点49.94km間が複線化[31]。
  - 11月24日：竜ヶ水駅 - 鹿児島駅間の鳥越トンネル西側の地点に、並走する鹿児島県道215号吉野公園線からダンプカーが転落。走行してきた急行「錦江1号」と衝突して乗客2人が死亡、40人が負傷[32]。
- 1972年（昭和47年）
  - 2月1日：細島線の旅客営業廃止に伴い、同線を日豊本線貨物支線として編入。
  - 3月15日：三股駅が東都城駅に改称。
  - 4月1日：大分駅 - 延岡駅間がCTC化[33]。
- 1973年（昭和48年）
  - 11月1日：延岡駅 - 宮崎駅間がCTC化[34]。
  - 11月14日：自見川信号場が開設。自見川信号場 - 東中津駅間が複線化[35]。
- 1974年（昭和49年）
  - 3月13日：幸崎駅 - 南宮崎駅間が電化[36]。
  - 12月14日：西小倉駅が開業。
- 1976年（昭和51年）9月29日：東中津駅 - 今津駅間が複線化[37]。
- 1977年（昭和52年）
  - 6月1日：小倉駅起点49.94 km - 自見川信号場間が複線化[38]。自見川信号場が廃止。
  - 10月19日：中山香駅 - 大川司信号場間が複線化。
- 1978年（昭和53年）
  - 9月21日：大川司信号場 - 杵築駅間が複線化[39]。
  - 9月23日：大川司信号場が廃止。
- 1979年（昭和54年）9月25日：南宮崎駅 - 鹿児島駅間が電化され、全線の電化が完成。
- 1980年（昭和55年）7月9日：豊後豊岡駅 - 亀川駅間が複線化[40]。
- 1982年（昭和57年）
  - 9月17日：天津駅 - 豊前善光寺駅間が複線化[41]。
  - 10月1日：今津駅 - 天津駅間が複線化[41]。
  - 10月21日：豊前善光寺駅 - 柳ケ浦駅間が複線化[42]。
- 1983年（昭和58年）12月8日：柳ケ浦駅 - 豊前長洲駅間が複線化[43]。
- 1984年（昭和59年）2月1日：西大分駅 - 大分港駅間の貨物支線が廃止。
- 1986年（昭和61年）
  - 3月3日：錦江駅が開業[44]。東都城駅が三股駅に改称。
  - 10月16日：杵築駅 - 大分駅間が CTC 化[45]。
  - 10月24日：小倉駅 - 杵築駅間が CTC 化[45]。
  - 12月1日：蓮ケ池臨時乗降場（2代）が開業[46]。
- 1987年（昭和62年）
  - 2月22日：牧駅が開業[47]。
  - 3月9日：暘谷駅・別府大学駅が開業[48]。安部山公園臨時乗降場が開業[48]。日出駅 - 豊後豊岡駅間が複線化[48]。

#### 国鉄分割民営化以降
- 1987年（昭和62年）4月1日： 国鉄分割民営化にともない九州旅客鉄道が小倉駅 - 大分駅 - 鹿児島駅間、日本貨物鉄道が小波瀬駅 - 苅田港駅間および日向市駅 - 細島駅間を第一種鉄道事業者として継承、日本貨物鉄道が小倉駅 - 日向市駅間の第二種鉄道事業者となる。日向市駅 - 鹿児島駅間の貨物営業が廃止。安部山公園臨時乗降場・蓮ケ池臨時乗降場が駅に変更。
- 1988年（昭和63年）3月13日：南行橋駅・旭ケ丘駅・姶良駅が開業。
- 1989年（平成元年）
  - 3月11日：財光寺駅・加納駅が開業[49]。
  - 12月1日：日向市駅 - 細島駅間の貨物支線が休止。
  - 12月22日：西小倉駅 - 中山香駅間にPRCを導入[50]。
- 1991年（平成3年）7月31日：日本貨物鉄道が日向市駅 - 佐土原駅間の第二種鉄道事業を開業。
- 1992年（平成4年）
  - 7月15日：延岡駅 - 宮崎駅間の軌道強化が図られ、同区間の最高速度を従来の85 km/hから110 km/hに引き上げ、同駅間の特急の所要時間が7分程度短縮される[51][52][53]。
  - 10月1日：小波瀬駅が小波瀬西工大前駅に改称。
- 1993年（平成5年）
  - 7月24日：小倉駅 - 大分駅間の高速化工事に着手[54]。
  - 8月6日：平成5年8月豪雨により竜ケ水駅が大規模な土石流により埋没。竜ケ水駅に停車中の列車2編成が大破し、乗客3名死亡。西都城駅 - 鹿児島駅間が不通[55]。加治木港から鹿児島港までの船舶、バスによる代替輸送実施。
  - 9月19日：西都城駅 - 大隅大川原駅間と国分駅 - 鹿児島駅間の運転を再開[55][56]。
  - 10月9日：大隅大川原駅 - 国分駅間の運転を再開し、2か月ぶりに全線開通[57]。
  - 12月1日：日向市駅 - 細島駅間の貨物支線が廃止。
- 1994年（平成6年）3月1日：1991年度より実施していた延岡駅 - 宮崎駅間の地上設備の改良工事（一線スルー化など）が完了、同駅間の特急の所要時間が最大13分短縮される[58]。高鍋駅 - 田野駅間のワンマン運転を開始[59]。
- 1995年（平成7年）4月20日：吉富駅が開業。
- 1996年（平成8年）6月1日 - 宮崎総合鉄道事業部発足に伴い、市棚駅 - 佐土原駅間が大分支社から鹿児島支社に移管。
- 1999年（平成11年）10月1日：柳ケ浦駅 - 佐伯駅間でワンマン運転開始[60]。
- 2000年（平成12年）12月2日：城野駅 - 中山香駅間の指令業務が門司港指令所から博多総合指令センターへ移管される[61]。
- 2003年（平成15年）
  - 3月15日：国分駅 - 鹿児島駅間でワンマン運転開始[62]。
  - 10月1日：延岡駅 - 国分駅間でワンマン運転開始[63]。
- 2004年（平成16年）3月13日：大分駅 - 佐伯駅間の高速化工事が完成し、この区間の最高速度が85 km/hから110 km/hに引き上げられ、同駅間の特急の所要時間が最大8分短縮される[64][65]
- 2006年（平成18年）3月18日：日豊本線上にも下郡信号場（2代）が開設。柳ケ浦駅 - 佐伯駅間、国分駅 - 鹿児島駅間のワンマン列車が車内収受式から駅収受式に変更。
- 2009年（平成21年）
  - 3月1日：小倉駅 - 中津駅間でICカード「SUGOCA」が利用可能になる。
  - 3月14日：中津駅 - 柳ケ浦駅間でワンマン運転開始。
  - 10月1日：小倉駅 - 中津駅間、佐伯駅 - 延岡駅間でワンマン運転開始。
- 2012年（平成24年）12月1日：SUGOCAの利用可能エリアが中津駅 - 幸崎駅間と国分駅 - 鹿児島駅間に拡大[66][67]（ただし竜ケ水駅では利用できない）。
- 2014年（平成26年）3月15日：大分駅 - 下郡信号場間に新線が設置され、豊肥本線と含め事実上の3線単線並列化。旧線を「中通路線」と改称し、大分車両センターへの専用回送線となる。
- 2015年（平成27年）11月14日：佐土原駅 - 田野駅間でSUGOCAが利用可能になる[3]。
- 2016年（平成28年）
  - 6月30日：省令に基づく「平成28年6月末まで整備するべき区間」において、ATS-DKの整備が終わる。
  - 10月1日：小波瀬西工大前駅 - 苅田港駅間の貨物支線が廃止[68]。
  - 12月22日：一般向けリアルタイム列車位置情報システム「どれどれ」提供開始[5]。
- 2017年（平成29年）
  - 3月4日：ダイヤ改正により、特急「にちりん」・「ひゅうが」の一部列車でワンマン運転が開始される。
  - 9月17日：台風18号の影響により徳浦信号場構内で大規模な土砂崩れ、津久見駅構内で冠水等、幸崎駅 - 延岡駅間で多数の被害が発生。
  - 12月18日：臼杵駅 - 佐伯駅間で運転再開し、日豊本線が3か月ぶりに全線で運転再開。徳浦信号場は下り線のみの復旧のため、信号場機能は休止[69]。
- 2018年（平成30年）
  - 3月17日：ダイヤ改正を実施。
    - 徳浦信号場を廃止[70]。
    - 牧駅と幸崎駅に駅遠隔案内システム「ANSWER」を導入[71][72]。
    - 小倉駅 - 宇佐駅間の下り快速列車を廃止。
    - 特急「きりしま」でワンマン運転を開始[注釈 4]。

  - 9月28日：小倉駅 - 行橋駅間で駅ナンバリング（JF01 - JF10）を実施[6]。
- 2019年（令和元年）
  - 10月1日以降：ラインカラーを行橋駅 - 鹿児島駅間についても青色を指定。
- 2021年（令和3年）3月13日：特急「きりしま」を全列車ワンマン化。「にちりん（シーガイア）」「ひゅうが」「きりしま」での定期運用が787系に統一され、783系は日豊本線から撤退。
- 2022年（令和4年）
  - 4月1日：宮崎支社の発足により、市棚駅 - 五十市駅間の管轄を鹿児島支社から同支社へ移管[73]。
  - 9月23日：ダイヤ改正に伴い、ワンマン方式を変更
    - 小倉駅 - 宇佐駅間で最大6両ワンマン、宇佐駅 - 中山香駅間で3両ワンマン、中山香駅 - 佐伯駅間・都城駅 - 鹿児島駅間で4両ワンマン開始。
    - 幸崎駅 - 佐伯駅間にて2両ワンマンに限り車内収受式開始。
    - 都城駅 - 国分駅間にて4両ワンマンに限り駅収受式開始。
- 2023年（令和5年）
  - 7月1日：ダイヤ修正により、上り快速列車が下曽根駅に新たに停車[74]。
  - 8月21日：延岡駅 - 南延岡駅間の貨物営業を終了[75]。
  - 10月1日：JR九州サービスサポートへの業務委託を終了し、同社の業務委託駅がJR九州直営となる。
- 2025年（令和7年）
  - 3月15日：ダイヤ改正にあわせて以下を実施[76]。
    - 仙巌園駅が開業[76]。一部下り普通列車が仙巌園を通過扱いする[77]。
    - 延岡駅 - 西都城駅間の普通列車を全てワンマン運転化[78]。4両ワンマンに限り駅収受式開始。
    - 一部の普通列車において、青井岳駅を通過扱いに変更[76]。

  - 年度内：日向新富駅でICカード「SUGOCA」が利用可能となる（予定）[79]。

## 沿線概況

### 小倉駅 - 中津駅間
小倉駅 - 城野駅間は北九州の都市部を通り、城野駅 - 行橋駅間は北九州市近郊の住宅地であり、苅田駅付近で大規模工場地帯を望む。行橋駅以南になると住宅地は少なくなり新田原駅・築城駅・椎田駅・宇島駅周辺に市街地を形成している以外は田園地帯が広がるようになる。また豊前松江駅 - 宇島駅間は車窓から周防灘と豊前発電所周辺の工業団地を臨む。吉富駅 - 中津駅間で山国川を渡り大分県中津市へと入り、中津駅に着く。

### 中津駅 - 佐伯駅間
中津市街地を過ぎると住宅地は少なくなり、広大な田園風景となる。この沿線の中津平野は大分県屈指の穀倉地帯となっている。宇佐駅をすぎると国東半島基部の立石峠に差しかかる。
西屋敷駅 - 立石駅間沿線は山間部であり、立石峠を立石トンネルで越える。日出駅以南は国道10号沿いに別府湾を望み、大分市へと入る。別府駅 - 大分駅間は一方は海（別府湾）、もう一方は山（高崎山）の中を走る。大分駅を出て、大分川を渡るとしばらく北側に日本製鉄九州製鉄所大分地区等が建ち並ぶ工業地帯を望む。幸崎駅までは比較的街中を走るが、幸崎駅以南は山の中を走り、トンネルも多くなる。臼杵駅 - 津久見駅間では津久見市の産業であるセメント工場等を垣間見ることもできる。部分的に海岸沿い（豊後水道）も走る。日代駅と浅海井駅との間では豊後二見ヶ浦が見える。

### 佐伯駅 - 延岡駅間
この区間は多くが山間部を通り、市街地は佐伯駅周辺と延岡駅周辺のみである。途中の駅はすべて無人駅で、駅舎が残っている駅は少ない。特急もこの区間は約1時間にわたって列車交換のための運転停車以外ノンストップである。また、県境を通るため、ほかの区間に比べて普通列車の本数が極端に少ない。また、この区間はほぼすべてで国道10号と並行している。

### 延岡駅 - 鹿児島駅間
延岡市と日向市の市街地を通り、美々津駅付近から宮崎平野に入る。高鍋駅までは平坦で曲線の少ない海岸沿いを走り林の隙間から日向灘が見え隠れする。田野駅付近から鰐塚山地を越え、山之口駅付近から都城盆地を横断する。財部駅付近から霧島山の山裾を越え、シラス台地の急斜面中腹を縫うように下り、国分平野と姶良平野を横断する。重富駅から鹿児島湾沿いに桜島を望みつつ鹿児島駅へ到着する。列車は鹿児島本線に乗り入れ鹿児島中央駅まで向かう。

## 運行形態

### 優等列車
おおむね大分駅・佐伯駅および宮崎駅・南宮崎駅を境に運転系統が分割されており、2025年（令和7年）現在は原則として大分駅・佐伯駅以北で特急「ソニック」が、大分駅 - 宮崎駅・南宮崎駅間で特急「にちりん」が、宮崎駅 - 鹿児島駅間で特急「きりしま」がそれぞれ設定されている。また、博多駅発着の特急「にちりんシーガイア」が小倉駅 - 南宮崎駅間で、「にちりん」を補完する「ひゅうが」が延岡駅 - 南宮崎駅間で運行される。
「きりしま」は2004年（平成16年）3月の九州新幹線一部開業に伴うダイヤ改正で、霧島神宮駅・国分駅発着の列車が増発され、観光客の輸送や、鹿児島地区でのホームライナーとしての役割も担っていた。2011年（平成23年）3月の九州新幹線全線開業に伴うダイヤ改正では、霧島神宮駅・国分駅発着の「きりしま」を削減し、一部の列車の運転区間を宮崎駅まで延長して、同駅発着の「きりしま」が増発された。これにより、宮崎県西部からの新幹線アクセス特急としての役割も担うようになった。
上記に加えて別府駅 - 大分駅間には久大本線・豊肥本線直通の特急も走るほか、門司港駅 - 博多駅間を基本とする特急「きらめき」が1本のみ当路線の行橋駅始発で運行されている。
かつては小倉駅 - 鹿児島駅間の全区間を走破する列車も設定されていたが、不定期運行の特急「36ぷらす3」を除いて現在は消滅している。また本州へ直通する特急や急行も多数運転されていたが、2009年（平成21年）3月14日のダイヤ改正で東京駅 - 大分駅間の寝台特急「富士」が廃止されたのを最後に本州直通の優等列車は全廃された。
九州島内完結の夜行列車として、2011年（平成23年）3月12日のダイヤ改正までは「ドリームにちりん」が博多駅 - 南宮崎駅・宮崎空港駅間で運転されていた。
沿線の主要都市である大分市や宮崎市と福岡市は九州自動車道・大分自動車道・宮崎自動車道により結ばれており、鹿児島本線・日豊本線経由の鉄道に比べ距離が大幅に短いため、これらの高速道路を走行するマイカー・高速バスとの競争が激しい。特に福岡 - 宮崎間および新八代 - 宮崎間はJR九州子会社のJR九州バスが高速バスに参入しており、この区間の鉄道利用客は大幅に減少している。日豊本線に並行する東九州自動車道は暫定2車線だが北九州市から宮崎市まで全線開通したこともあり、高速バスと競合するところもあるが、高速バス側の不採算による路線撤退が相次ぎ、現在は北九州 - 大分、大分空港 - 佐伯間のみとなった。
日豊本線を走る定期特急列車は以下のとおり。途中駅発着列車は一部省略。
- きらめき：（博多駅 - ）小倉駅 - 行橋駅
- ソニック：（博多駅 - ）小倉駅 - 中津駅・大分駅・佐伯駅
- にちりん：小倉駅・大分駅 - 佐伯駅・宮崎駅・南宮崎駅（ - 宮崎空港駅）
- にちりんシーガイア：（博多駅 - ）小倉駅 - 南宮崎駅（ - 宮崎空港駅）
- ゆふ・ゆふいんの森：別府駅 - 大分駅（ - 博多駅、久大本線経由）
- 九州横断特急：別府駅 - 大分駅（ - 熊本駅、豊肥本線経由）
- ひゅうが：延岡駅 - 宮崎駅・南宮崎駅（ - 宮崎空港駅）
- きりしま：宮崎駅・国分駅 - 鹿児島駅（ - 鹿児島中央駅）

### 地域輸送
おおむね中津駅・佐伯駅・延岡駅・宮崎駅・都城駅で運転系統が分かれている。2009年（平成21年）10月1日から2018年（平成30年）3月16日まで全区間で、同年3月17日以降は宗太郎駅 - 北延岡駅間を除く全区間でワンマン運転を行っている。
各区間の普通・快速列車で使用される車両のまとめは使用車両節の「#普通・快速列車」を参照。各区間の運転本数は特記なければ普通・快速列車のもの、車種は特記なければ電車である。
ワンマン列車の運賃収受方式は、小倉駅 - 幸崎駅間・国分駅 - 鹿児島駅間ではすべての駅ですべてのドアが開く駅収受方式（都市型ワンマン）となっている。佐志生駅 - 海崎駅間は3両・4両ワンマン運転、延岡駅 - 霧島神宮駅間は4両ワンマン運転で駅収受方式となっている。ただし、佐志生駅 - 重岡駅間・延岡駅 - 霧島神宮駅間の2両ワンマン列車に限り、無人駅および有人駅での営業時間外の停車時は前の車両のドアのみ開き（中扉は開かず・後ろ乗り前降り）、車内で整理券発行と運賃収受を行う車内収受式である。
2006年（平成18年）3月18日のダイヤ改正で車内収受式であった小倉駅 - 佐伯駅間・国分駅 - 鹿児島駅間が駅収受方式となったが、2022年（令和4年）9月23日のダイヤ改正で、幸崎駅 - 佐伯駅間は2両ワンマン列車に限り車内収受式に戻された。なお、宗太郎駅については2018年（平成30年）3月17日のダイヤ改正まで前乗り前降りであった。

#### 小倉駅 - 中津駅間
小倉駅 - 宇佐駅間は小倉駅発着列車のほか、朝晩時間帯に鹿児島本線門司港駅発着列車が、早朝に限り本州に渡り山陽本線下関駅まで直通する列車もある。2005年（平成17年）9月30日までは新山口駅まで直通する列車もあった。門司駅 - 下関駅間に交流・直流のデッドセクションがあるため、下関駅まで直通する列車はすべて交直流両用の415系電車で運転される。
日中は中津駅折り返し列車の間に新田原駅または行橋駅折り返し列車が入るダイヤで、加えて朝の時間帯では苅田駅折り返し列車のほか、山陽本線の下関駅から大分駅まで直通する列車もある。この区間では、柳ケ浦駅に夜間停泊があるため、夜間から深夜帯、および早朝に柳ケ浦発着の列車が設定されている。一部列車は宇佐駅発着で運転される。
この区間では朝に上り1本のみ、柳ケ浦発小倉行きの快速列車が運行されている。柳ケ浦駅 - 中津駅間・城野駅 - 小倉駅間は各駅に停車する。2018年（平成30年）3月17日ダイヤ改正以前は、夕方に下り快速が3本（2本が中津行き、1本が宇佐行き）運転されていた。また2022年（令和4年）9月改正前は朝の上り快速は門司港行きであった。国鉄時代には現在とは停車駅が異なる快速が運転されていた。
2009年（平成21年）3月14日のダイヤ改正より、門司港駅・小倉駅発着を主体とするダイヤに変更されたことで、下関駅まで直通する列車は朝と夕方以降のみとなった。また、日中は415系での運転は減少し813系電車3両での運転が多くなった。同年10月1日からは日中の813系使用列車でワンマン運転が開始されている。
使用される車両は、朝夕のラッシュ時には大分車両センターの415系や南福岡車両区の811系・813系により6 - 8両編成で運転する列車もあり、小倉駅 - 中津駅間では10 - 20分間隔で運転される。日中は813系による3両編成や415系による4両編成の列車が使用され、小倉駅 - 行橋駅間で10 - 20分に1本運転され、行橋駅 - 中津駅間も20 - 60分に1本運転される。なお、小倉駅 - 新田原駅間の列車も毎時1本あった。
2022年（令和4年）9月23日ダイヤ改正以降、813系3両もしくは6両によるワンマン運転（一部6両編成は車掌乗務あり）が主体となり、415系は下関駅発着列車と大分方面からの送り込み列車のみ、811系は一部列車のみとなった。
このほか小倉駅 - 城野駅間では日田彦山線直通の列車も走行する。

#### 中津駅 - 佐伯駅間
大分駅を中心とした別大都市圏区間の運行が主である。大分市近郊（日出駅・亀川駅 - 大分駅 - 大在駅・幸崎駅間）では約10 - 45分に1本の運転である。その先の区間（杵築駅・大神駅 - 日出駅間）と中津駅 - 宇佐駅間は1時間に1本程度（日中2時間前後開く場合あり）の運転となる。幸崎駅 - 臼杵駅間については、午前中1時間に1本の運転であるが、午後から最終列車までは30 - 70分に1本程度ある。2022年（令和4年）9月ダイヤ改正現在、主に大分車両センター所属の815系の2両編成を中心に、一部815系の4両編成、南福岡車両区所属813系3両編成が使用される。415系1500番台による１往復を除き、すべてワンマン運転となっている。
中津駅 - 柳ケ浦駅 - 宇佐駅間では、2009年（平成21年）3月14日のダイヤ改正以前は門司港・小倉・下関方面からの普通列車が柳ケ浦駅・宇佐駅発着で1時間に1本運転されていたが、この改正から、中津駅 - 柳ケ浦駅間の往復ワンマン運転が開始されたことにより普通列車の運転系統が原則中津駅で分断される形となった。小倉・門司港方面への直通列車の車両には南福岡車両区所属の811系・813系や大分車両センター所属の415系がそれぞれ4-6両編成にて運用されている。その関係で、415系・813系の送り込みをかねて、大分方面と小倉方面の直通の普通列車が1往復（813系を送り込む大分発小倉行き、415系を返却する下関発大分行き）が設定されている。
宇佐駅 - 杵築駅間と臼杵駅 - 佐伯駅間は本数が少なく、日中は2時間以上開く時間帯がある。この区間は大分車両センターの815系を中心に、一部南福岡車両区の813系で運転される。ワンマン運転時は自動券売機が設置されていない駅（現在は西屋敷駅・狩生駅のみ）でもホーム側すべてのドアが開き、乗車券および運賃は駅員に渡すか運賃箱に入れる。また、2009年（平成21年）10月1日より佐伯駅 - 延岡駅間でもワンマン運転が開始され、この区間で使用するキハ220形送り込みのため、大分駅 - 佐伯駅間の普通列車のうち2往復がキハ220形気動車での単行運用に変更されたが、2018年（平成30年）3月17日ダイヤ改正でキハ220形での運行を終了した。
2008年（平成20年）8月23日までは豊肥本線・久大本線からの普通列車が日出駅まで直通運転されていたが、大分駅高架化事業に伴い豊肥本線・久大本線が同年8月24日に先行して高架化され、高架化が完了していない日豊本線との間の乗り入れができなくなったため、後述の「九州横断特急」を除き乗り入れを終了した。2012年（平成24年）3月17日には日豊本線も高架化されたが、その時点で普通列車の直通は復活しなかった。2015年（平成27年）3月14日のダイヤ改正で普通列車の直通運転が復活し、亀川駅発着の気動車列車として、中判田・三重町発亀川行き、亀川発向之原行き、亀川発大分行きが設定されたが、2018年（平成30年）3月17日のダイヤ改正で再び廃止となった。

#### 佐伯駅 - 延岡駅間
この区間は、大分県と宮崎県の県境の山間部（宗太郎峠）を通る。沿線人口も少ないことから、普通列車の本数が極端に少なくなっており、特急列車の停車駅も設定されていない。そのため、普通列車しか利用できない「青春18きっぷ」で利用することが非常に困難になっている区間の一つであり、ファンの間では「宗太郎越え」などと呼ばれている。
2004年（平成16年）3月13日のダイヤ改正で、普通列車は2往復を除き重岡駅・市棚駅折り返しとなった。翌2005年（平成17年）10月1日の改正以降は佐伯駅 - 南延岡駅間の列車2往復のほかに朝に始発列車として佐伯発延岡行き、続いて延岡発市棚行き、市棚発南延岡行き、夜に最終列車として南延岡発大分行きが各1本運転されていた（これらの列車は朝と夕方・夜の運転。本数ベースでは佐伯 - 延岡間を直通する3往復に加え市棚 - 延岡間の区間列車1往復）。2018年（平成30年）3月17日のダイヤ改正ではさらに列車が削減され、佐伯駅 - 延岡駅間1.5往復（下り1本・上り2本）および佐伯駅 - 重岡駅間1.5往復（下り2本・上り1本）まで減少した。このため、重岡駅 - 北延岡駅間の下り（延岡方面）では6時 - 7時台の列車が始発兼最終列車となる。なお、朝の佐伯行きは南延岡始発、夕方の重岡発は大分行きで運転されている。
この区間は両端の佐伯駅・延岡駅を拠点に並行して路線バスが運行されている。佐伯 - 重岡間は佐伯市コミュニティバス（休日は運休）が、延岡 - 北川間は宮崎交通の路線バスが運行されており、いずれも本数は少ないものの普通列車の運行がない時間にも移動が可能である。ただし、県境を挟む区間（重岡 - 宗太郎間）では路線バスの運行も行われていない。
この区間は、2007年（平成19年）3月17日まで457・475系で運行されていた。その後は2009年（平成21年）9月30日まで717系で、2018年（平成30年）3月17日までキハ220形気動車で運転され、翌3月18日のダイヤ改正より重岡駅折り返し列車は815系、延岡駅・南延岡駅発着列車は特急用の787系での運転に変更となった。787系で運転される列車では車掌が乗務するほか、先頭車両のみドア・客扱いを行う。普通・グリーン併設車が先頭車両になる下り列車では、グリーン車自由席も営業する（グリーン券は車内で販売）。また普通列車の本数が少ないが、特急列車は1日8.5往復あり、おおむね1-2時間に1本通過するため、この区間のすべての停車場（駅・信号場）に交換設備が設けられている。1993年（平成5年）3月から2020年（令和2年）10月までは一部時期を除き、毎時1往復の特急列車が運転されていた。

#### 延岡駅 - 西都城駅間
この区間は主に宮崎駅・南宮崎駅で系統が分かれており、延岡駅 - 南宮崎駅 - 宮崎空港駅間と宮崎駅 - 西都城駅間の普通列車は1時間におおむね1本程度（特急も1時間に1本程度、ただし時間帯により2時間近く開く場合もある）運転されている。宮崎都市圏近郊の高鍋駅・日向新富駅 - 宮崎駅 - 田野駅間には区間運転があり、最大で1時間に3本程度運行されている。この区間ではワンマン運転対応の817系・713系電車やキハ47形気動車で運転される。ほとんどの列車が延岡駅 - 南宮崎駅・宮崎空港駅間および宮崎駅・南宮崎駅 - 西都城駅間の系統で運転されているが、早朝・夜間には延岡駅 - 都城駅・西都城駅間を直通運転する列車や鹿児島中央駅発着の列車も運転されている。宮崎駅 - 南宮崎駅間では宮崎空港線・日南線の列車も走行し、宮崎空港線発着の列車は宮崎駅以北にも乗り入れる。また、吉都線・肥薩線に乗り入れる列車（宮崎駅 - 吉松駅 - 隼人駅間1往復）も設定されている。2017年（平成29年）3月4日のダイヤ改正により、2両編成の列車はすべてワンマン化された。
2022年（令和4年）9月23日のダイヤ改正により、夕方の佐土原発着列車が日向新富発着に延長された。また、佐土原・高鍋発着の気動車列車がすべて電車に置き換わった。

##### 延岡 - 宮崎間高速化改良工事
延岡駅 - 宮崎駅間は宮崎空港線（田吉駅 - 宮崎空港駅間）開業にあわせて分岐器・軌道改良を含めた高速化も行っている。これは延岡と宮崎空港を結ぶ旭化成のヘリコプター社内定期便が1990年（平成2年）9月27日に乗員・乗客10人全員が死亡する墜落事故を起こしたことから、宮崎県と旭化成が一部負担して延岡と宮崎空港を直結することが求められたためである（「宮崎空港線#歴史」も参照）。延岡駅 - 宮崎駅間 (84 km) は単線で路盤が最高速度85 km/h仕様になっているうえ、急カーブも多いため、特急でも約75分かかっていた。JR九州は、最高速度110 km/hに耐える路盤に改良し、高速通過が可能な分岐器に交換すれば、約60分間に短縮できると試算し、高速化改良工事を1991年（平成3年）11月に着工した。工事は、1994年（平成6年）11月に竣工し、工事費は24億6千万円で旭化成はそのうち2億9千万円を負担した。

#### 都城駅 - 鹿児島駅・鹿児島中央駅間
国分駅 - 鹿児島中央駅間は1時間におおむね2本（20 - 80分間隔）程度、特急も含め朝夕などの通勤通学時間帯は最大で1時間に4本程度運行されている。西都城駅 - 国分駅間は、1日あたり9往復で日中は4時間から5時間以上空く時間帯がある。
西都城駅 - 鹿児島駅間を運行する列車はすべて鹿児島中央駅まで運転されており、大半の列車が国分駅 - 鹿児島中央駅間で折り返し運転を行っている。南宮崎駅・宮崎駅まで運転される列車もある。鹿児島中央駅を越えて運転される列車もあり、最遠で鹿児島本線川内駅まで直通する。青井岳駅・竜ケ水駅・仙巌園駅では普通列車でも通過する列車がある。
この区間では、主にワンマン運転対応の817系が使用されている。また、朝夕の通勤通学時間帯を中心に連結して使用される。また、肥薩線や吉都線で運用される車両を送り込むために、キハ40形・キハ47形気動車による列車も数本運転されている。2015年（平成27年）ダイヤ改正までは都城発鹿児島中央行きに817系の6両編成が設定されており、鹿児島支社の普通列車では最長編成であったが、同改正により415系4両編成に変更された。これにより、2022年（令和4年）9月ダイヤ改正までの間、415系が定期列車として宮崎・鹿児島両県内に乗り入れることとなった。また、都城駅 - 鹿児島中央駅間も4両ワンマン運転を実施するようになったため、宮崎県内では初めて都市型ワンマン運転を行うこととなった。2025年（令和7年）3月15日改正より、延岡駅 - 都城駅間でも4両ワンマン運転が開始となり、現状ワンマン運転を行っていない重岡駅 - 延岡駅を除き全線で3両以上の都市型ワンマン運転が開始された。

### 貨物列車
2025年（令和7年）3月改正時点では（北九州貨物ターミナル駅） - 小倉駅  - 延岡駅間で貨物列車が運行されている。
コンテナ車で編成された高速貨物列車が、北九州貨物ターミナル駅 - 延岡駅間に1往復、北九州貨物ターミナル駅 - 南延岡駅間に1往復運行されている。専用貨物列車は臨時便のみで定期での設定はない。牽引機関車は、EF510形電気機関車。
線内の貨物列車の発着駅は、西大分駅、延岡駅、南延岡駅。2017年（平成29年）3月4日のダイヤ改正により、西大分駅 - 南延岡駅間は月・水・金曜日のみの運転となった。
また、日豊本線の高速貨物列車は本州方面への直行便がすべて非設定であるため、本州方面へのコンテナは北九州貨物ターミナルにおいて鹿児島・山陽本線系統の便へ積み替える。
南延岡駅 - 鹿児島駅間では貨物列車の運転がなく、2005年（平成17年）に「彗星」が廃止されて以降は電気機関車の定期運用がなくなった。また当線内を走る定期貨物列車は鹿児島本線系統より編成が短いうえ本数も少なく、貨物列車の走行時間帯は深夜から早朝中心である。

### 運転本数
2025年（令和7年）3月15日改正ダイヤの日中の各区間における1時間あたりの平均的な運転本数は以下の通り。
| 種別＼駅名 | 種別＼駅名   | 小倉  | …   | 城野 | …                  | 行橋               | …                  | 新田原             | …                  | 中津 | …   | 柳ヶ浦 | …   | 宇佐 | …   | 杵築 | …   | 日出 | …   | 大分       | …          | 幸崎       | …          | 臼杵       | …          | 佐伯       |
| --- | ------------ | ----- | --- | ---- | ------------------ | ------------------ | ------------------ | ------------------ | ------------------ | ---- | --- | ------ | --- | ---- | --- | ---- | --- | ---- | --- | ---------- | ---------- | ---------- | ---------- | ---------- | ---------- | ---------- |
| 運行本数 | 特急ソニック | 2本   | 2本 | 2本  | 2本                | 2本                | 2本                | 2本                | 2本                | 2本  | 2本 | 2本    | 2本 | 2本  | 2本 | 2本  | 2本 | 2本  | 2本 | 2本        |            |            |            |            |            |            |
| 運行本数 | 特急にちりん |       |     |      |                    |                    |                    |                    |                    |      |     |        |     |      |     |      |     |      |     | 2時間に1本 | 2時間に1本 | 2時間に1本 | 2時間に1本 | 2時間に1本 | 2時間に1本 | 2時間に1本 |
| 運行本数 | 普通         | 1本   | 1本 | 1本  | （日田彦山線直通） | （日田彦山線直通） | （日田彦山線直通） | （日田彦山線直通） | （日田彦山線直通） |      |     |        |     |      |     |      |     |      |     |            |            |            |            |            |            |            |
| 運行本数 | 普通         | 1本   |     |      |                    |                    |                    |                    |                    |      |     |        |     |      |     |      |     |      |     |            |            |            |            |            |            |            |
| 運行本数 | 普通         | 1本   |     |      |                    |                    |                    |                    |                    |      |     |        |     |      |     |      |     |      |     |            |            |            |            |            |            |            |
| 運行本数 | 普通         | 1-2本 |     |      |                    |                    |                    |                    |                    |      |     |        |     |      |     |      |     |      |     |            |            |            |            |            |            |            |
| 運行本数 | 普通         |       |     |      |                    |                    |                    | 2時間に1本         |                    |      |     |        |     |      |     |      |     |      |     |            |            |            |            |            |            |            |
| 運行本数 | 普通         |       |     |      |                    |                    |                    | 2時間に1本         |                    |      |     |        |     |      |     |      |     |      |     |            |            |            |            |            |            |            |
| 運行本数 | 普通         |       |     |      |                    |                    |                    |                    |                    |      |     |        |     | 1本  |     |      |     |      |     |            |            |            |            |            |            |            |
| 運行本数 | 普通         |       |     |      |                    |                    |                    |                    |                    |      |     |        |     |      |     | 1本  |     |      |     |            |            |            |            |            |            |            |
| 備考 - 大分地区では上記以外の区間の運転の列車もある。 - 杵築発着は中山香、日出発着は大神・亀川、幸崎発着は大在の場合がある。 |              |       |     |      |                    |                    |                    |                    |                    |      |     |        |     |      |     |      |     |      |     |            |            |            |            |            |            |            |

| 種別＼駅名 | 種別＼駅名   | 佐伯         | …            | 重岡         | …            | 延岡                     | …                        | 高鍋                     | …                        | 日向新富                 | …                        | 宮崎                     | …                        | 南宮崎                   | …                          | 田野                       | …                                        | 都城                                     | …                                        | 西都城                                   | …                                        | 国分                                     | …                                        | 鹿児島                                   | …                                        | 鹿児島中央                               |
| --- | ------------ | ------------ | ------------ | ------------ | ------------ | ------------------------ | ------------------------ | ------------------------ | ------------------------ | ------------------------ | ------------------------ | ------------------------ | ------------------------ | ------------------------ | -------------------------- | -------------------------- | ---------------------------------------- | ---------------------------------------- | ---------------------------------------- | ---------------------------------------- | ---------------------------------------- | ---------------------------------------- | ---------------------------------------- | ---------------------------------------- | ---------------------------------------- | ---------------------------------------- |
| 運行本数 | 特急にちりん | 2時間に1本   | 2時間に1本   | 2時間に1本   | 2時間に1本   | 1時間に1本（交互に運転） | 1時間に1本（交互に運転） | 1時間に1本（交互に運転） | 1時間に1本（交互に運転） | 1時間に1本（交互に運転） | 1時間に1本（交互に運転） | 1時間に1本（交互に運転） | 1時間に1本（交互に運転） | 1時間に1本（交互に運転） | （宮崎空港線直通運転）     | （宮崎空港線直通運転）     | （宮崎空港線直通運転）                   | （宮崎空港線直通運転）                   | （宮崎空港線直通運転）                   | （宮崎空港線直通運転）                   | （宮崎空港線直通運転）                   | （宮崎空港線直通運転）                   | （宮崎空港線直通運転）                   | （宮崎空港線直通運転）                   | （宮崎空港線直通運転）                   | （宮崎空港線直通運転）                   |
| 運行本数 | 特急ひゅうが |              |              |              |              | 1時間に1本（交互に運転） | 1時間に1本（交互に運転） | 1時間に1本（交互に運転） | 1時間に1本（交互に運転） | 1時間に1本（交互に運転） | 1時間に1本（交互に運転） | 1時間に1本（交互に運転） | 1時間に1本（交互に運転） | 1時間に1本（交互に運転） | （宮崎空港線直通運転）     | （宮崎空港線直通運転）     | （宮崎空港線直通運転）                   | （宮崎空港線直通運転）                   | （宮崎空港線直通運転）                   | （宮崎空港線直通運転）                   | （宮崎空港線直通運転）                   | （宮崎空港線直通運転）                   | （宮崎空港線直通運転）                   | （宮崎空港線直通運転）                   | （宮崎空港線直通運転）                   | （宮崎空港線直通運転）                   |
| 運行本数 | 特急きりしま |              |              |              |              |                          |                          |                          |                          |                          |                          | 2時間に1本               | 2時間に1本               | 2時間に1本               | 2時間に1本                 | 2時間に1本                 | 2時間に1本                               | 2時間に1本                               | 2時間に1本                               | 2時間に1本                               | 2時間に1本                               | 2時間に1本                               | 2時間に1本                               | 2時間に1本                               | 2時間に1本                               | 2時間に1本                               |
| 運行本数 | 普通         | 朝夕のみ運転 | 朝夕のみ運転 | 朝夕のみ運転 | 朝夕のみ運転 | 朝夕のみ運転             |                          |                          |                          |                          |                          |                          |                          |                          |                            |                            |                                          |                                          |                                          |                                          |                                          |                                          |                                          |                                          |                                          |                                          |
| 運行本数 | 普通         |              |              |              |              | 1本                      | 1本                      | 1本                      | 1本                      | 1本                      | 1本                      | 1本                      | 1本                      | 1本                      | （宮崎空港線直通運転）     | （宮崎空港線直通運転）     | （宮崎空港線直通運転）                   | （宮崎空港線直通運転）                   | （宮崎空港線直通運転）                   | （宮崎空港線直通運転）                   | （宮崎空港線直通運転）                   | （宮崎空港線直通運転）                   | （宮崎空港線直通運転）                   | （宮崎空港線直通運転）                   | （宮崎空港線直通運転）                   | （宮崎空港線直通運転）                   |
| 運行本数 | 普通         |              |              |              |              |                          |                          | 0-2本                    | 0-2本                    | 0-2本                    | 0-2本                    | 0-2本                    | 0-2本                    | 0-2本                    | 0-2本                      | 0-2本                      | （宮崎空港線直通・都城方面延長運転あり） | （宮崎空港線直通・都城方面延長運転あり） | （宮崎空港線直通・都城方面延長運転あり） | （宮崎空港線直通・都城方面延長運転あり） | （宮崎空港線直通・都城方面延長運転あり） | （宮崎空港線直通・都城方面延長運転あり） | （宮崎空港線直通・都城方面延長運転あり） | （宮崎空港線直通・都城方面延長運転あり） | （宮崎空港線直通・都城方面延長運転あり） | （宮崎空港線直通・都城方面延長運転あり） |
| 運行本数 | 普通         |              |              |              |              |                          |                          |                          |                          |                          |                          | 0-1本                    | 0-1本                    | 0-1本                    | （日南線・宮崎空港線直通） | （日南線・宮崎空港線直通） | （日南線・宮崎空港線直通）               | （日南線・宮崎空港線直通）               | （日南線・宮崎空港線直通）               | （日南線・宮崎空港線直通）               | （日南線・宮崎空港線直通）               | （日南線・宮崎空港線直通）               | （日南線・宮崎空港線直通）               | （日南線・宮崎空港線直通）               | （日南線・宮崎空港線直通）               | （日南線・宮崎空港線直通）               |
| 運行本数 | 普通         |              |              |              |              | （延岡方面延長運転あり） | （延岡方面延長運転あり） | （延岡方面延長運転あり） | （延岡方面延長運転あり） | （延岡方面延長運転あり） | （延岡方面延長運転あり） | 1本（都城発着あり）○     | 1本（都城発着あり）○     | 1本（都城発着あり）○     | 1本（都城発着あり）○       | 1本（都城発着あり）○       | 1本（都城発着あり）○                     | 1本（都城発着あり）○                     | 1本（都城発着あり）○                     | 1本（都城発着あり）○                     |                                          |                                          |                                          |                                          |                                          |                                          |
| 運行本数 | 普通         |              |              |              |              |                          |                          |                          |                          |                          |                          | （宮崎方面延長運転あり） | （宮崎方面延長運転あり） | （宮崎方面延長運転あり） | （宮崎方面延長運転あり）   | （宮崎方面延長運転あり）   | （宮崎方面延長運転あり）                 | 朝夕のみ運転（鹿児島中央行直通）＊       | 朝夕のみ運転（鹿児島中央行直通）＊       | 朝夕のみ運転（鹿児島中央行直通）＊       | 朝夕のみ運転（鹿児島中央行直通）＊       | 朝夕のみ運転（鹿児島中央行直通）＊       | 朝夕のみ運転（鹿児島中央行直通）＊       | 朝夕のみ運転（鹿児島中央行直通）＊       | 朝夕のみ運転（鹿児島中央行直通）＊       | 朝夕のみ運転（鹿児島中央行直通）＊       |
| 運行本数 | 普通         |              |              |              |              |                          |                          |                          |                          |                          |                          |                          |                          |                          |                            |                            |                                          |                                          |                                          | 2本＊                                    |                                          |                                          |                                          |                                          |                                          |                                          |
| 備考 - 高鍋発着は日向新富・佐土原・宮崎神宮までの短縮運転あり - ＊：鹿児島本線直通運転あり、○：吉都線直通列車あり |              |              |              |              |              |                          |                          |                          |                          |                          |                          |                          |                          |                          |                            |                            |                                          |                                          |                                          |                                          |                                          |                                          |                                          |                                          |                                          |                                          |

## 使用車両

### 現在の使用車両

#### 優等列車

##### 電車
- 883系・885系：特急「ソニック」で運用。
- 787系：特急「きらめき」「にちりん」「にちりんシーガイア」「ひゅうが」「きりしま」「36ぷらす3」のほか、佐伯駅 - 南延岡駅間の一部普通列車でも運用。

##### 気動車
- キハ185系：特急「ゆふ」「九州横断特急」で運用。
- キハ71系：特急「ゆふいんの森」で運用。

#### 普通・快速列車

##### 電車
- 811系：小倉駅 - 中津駅間で運用。朝時間帯に使用される。
- 813系（主に3000・3100・3400番台）：RM編成が小倉駅 - 佐伯駅間で運用。
- 815系：中津駅 - 重岡駅間で営業運用。宇島駅まで回送で乗り入れる。
- 817系（0番台・1000番台）：VK編成が延岡駅 - 鹿児島駅間で定期運用。VK編成は宮崎空港線直通列車にも使用。
- 415系：FO編成が小倉駅 - 大分駅間で運用。過去にはFM・FO編成が大分駅 ‐ 佐伯駅間、FK編成が都城駅 - 鹿児島駅間で運用された。
- 713系：延岡駅 - 南宮崎駅間で運用。宮崎空港線直通列車にも使用。
- 787系：佐伯駅 - 南延岡駅間、宮崎駅 - 南宮崎駅間（宮崎空港線直通列車）で運用。共に4両編成のみ用いられる。佐伯駅 - 南延岡駅間の運用では先頭1両のみ乗車可能で、ワンマン運転は行わず車掌が乗務する。

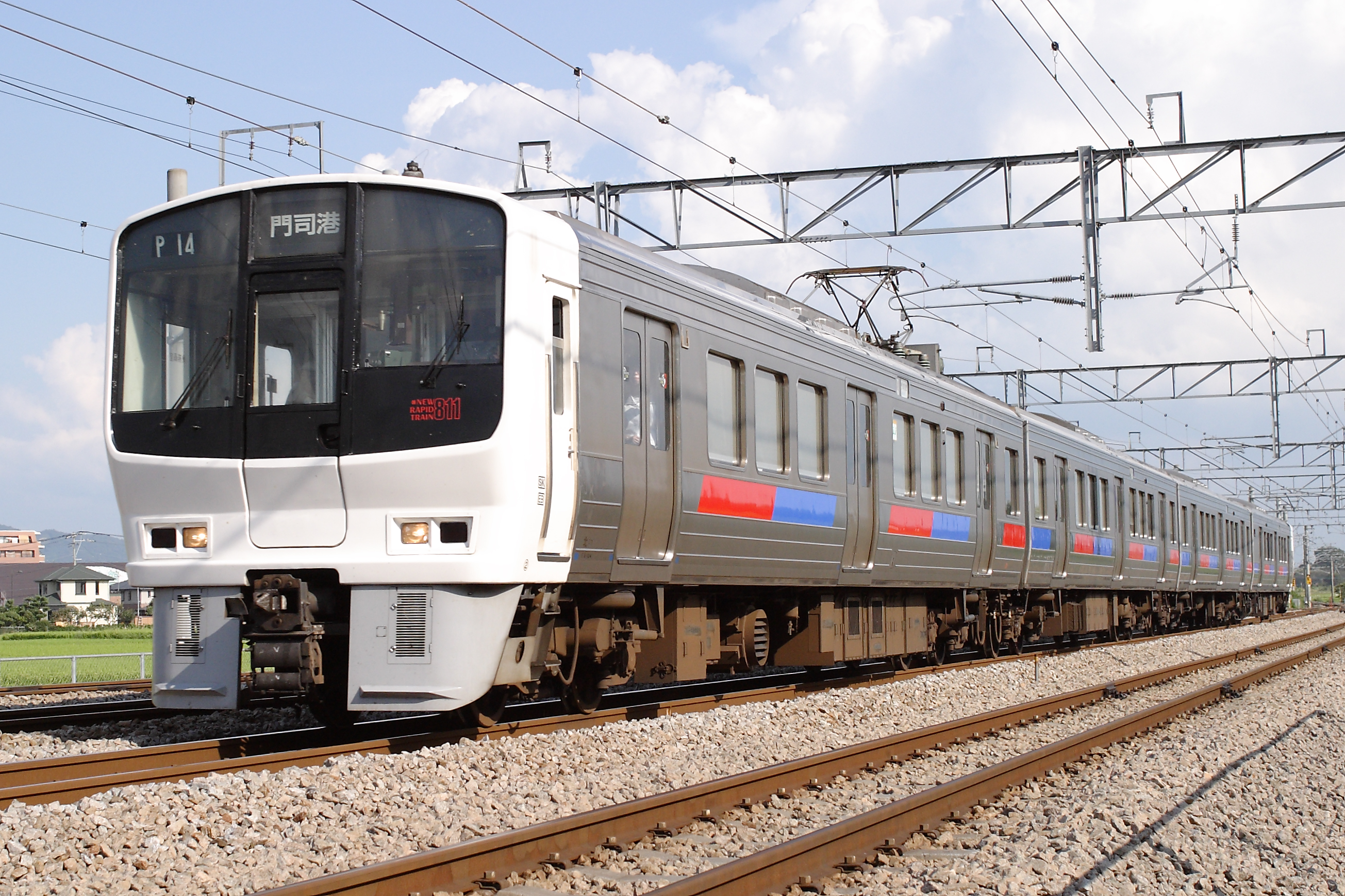
811系
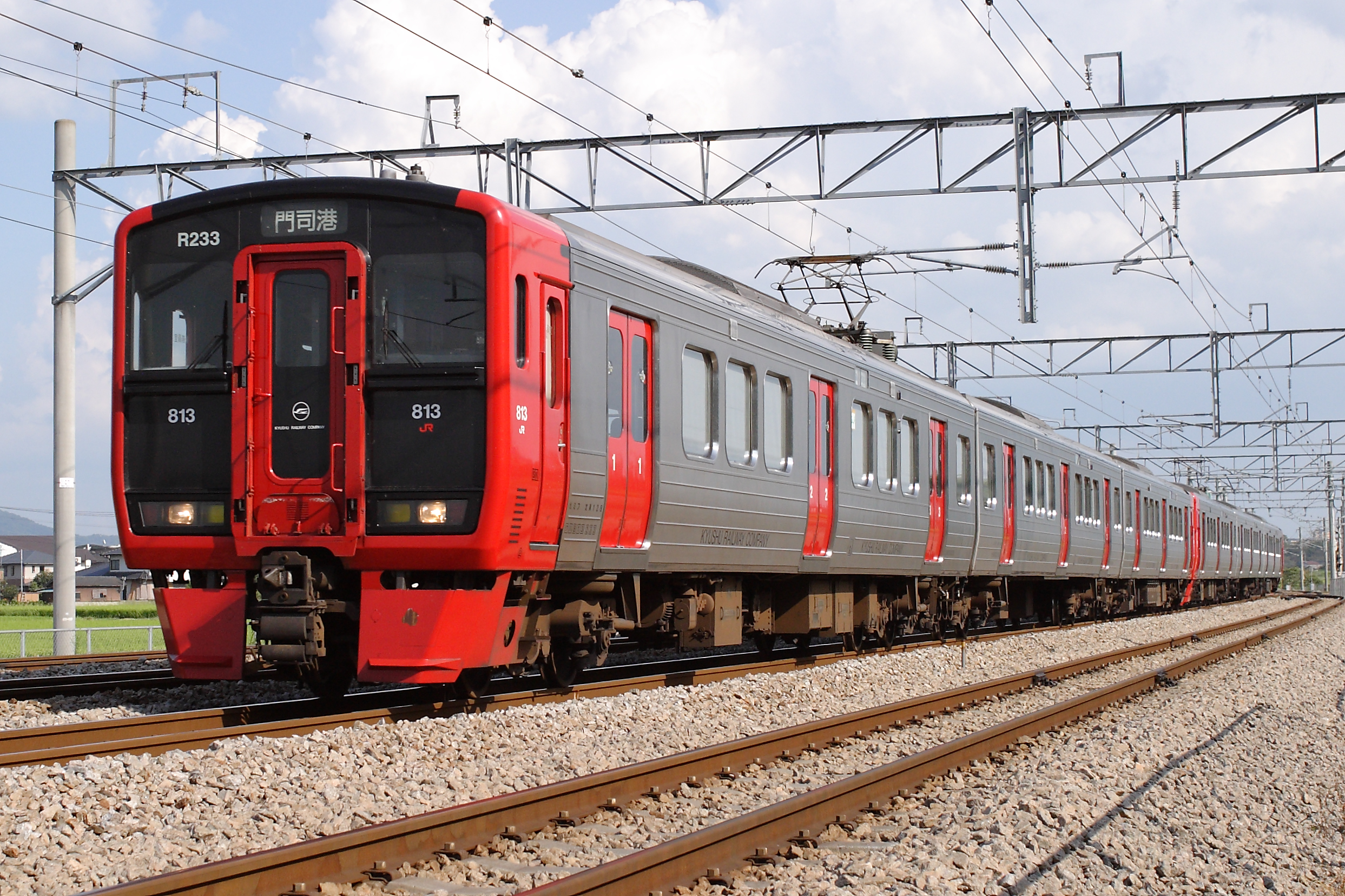
813系
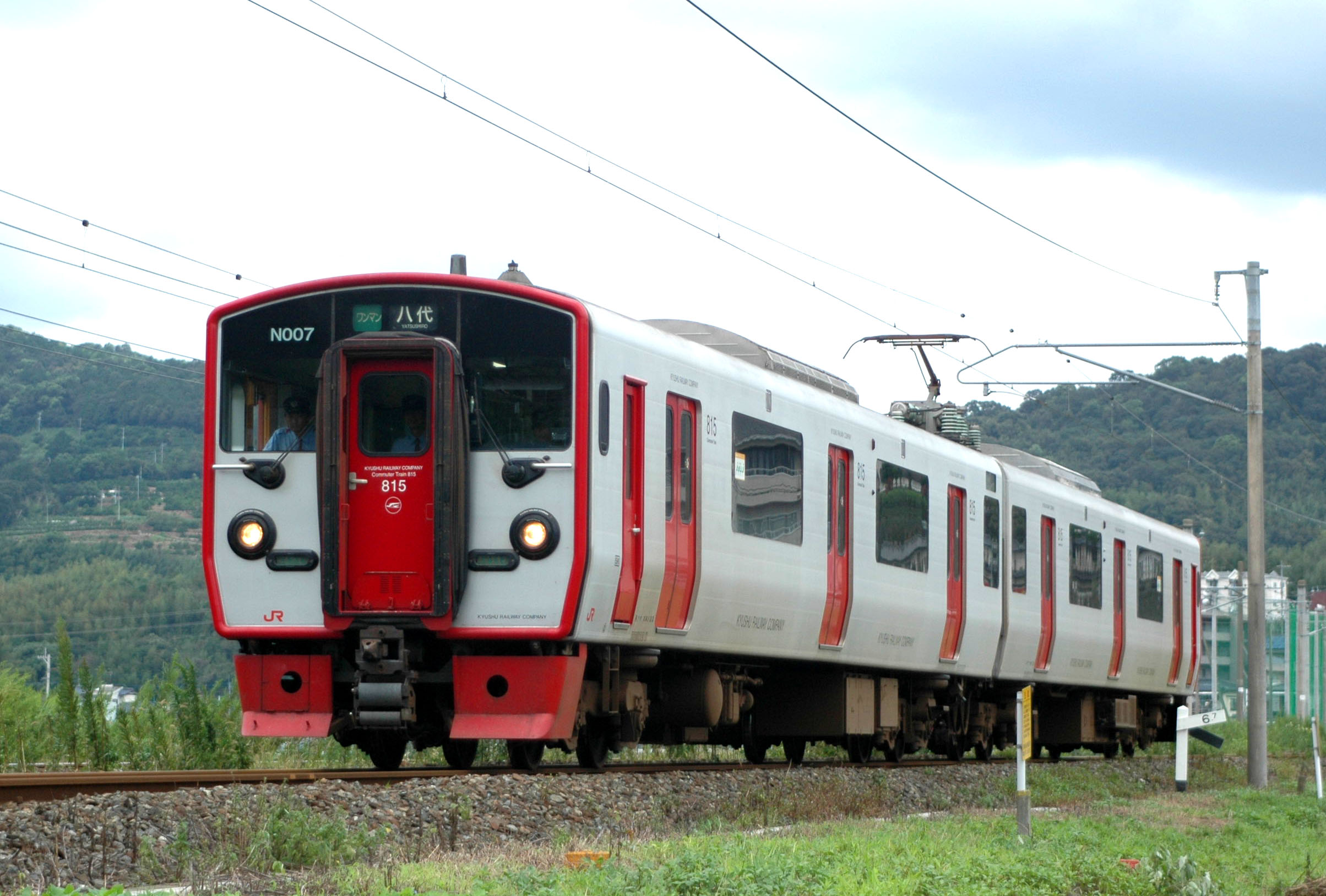
815系
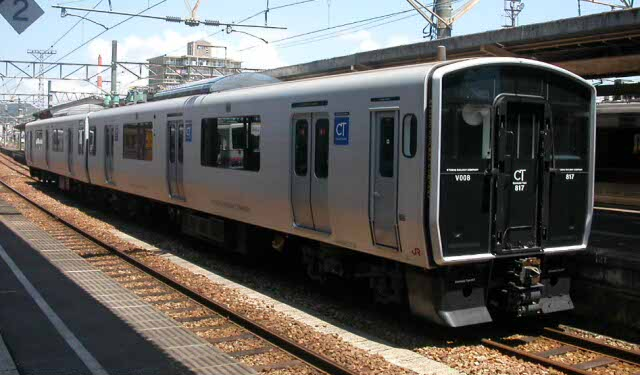
817系
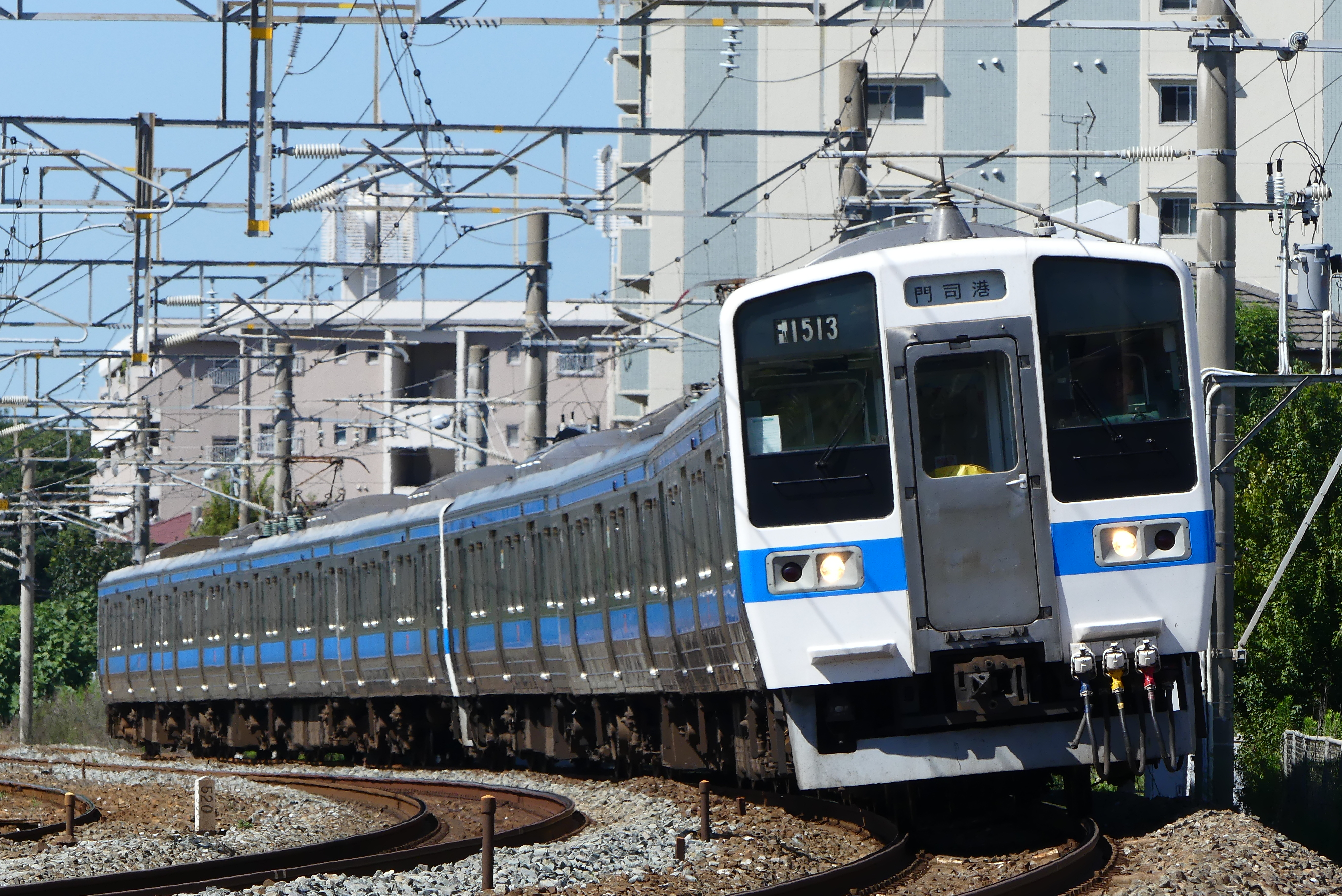
415系
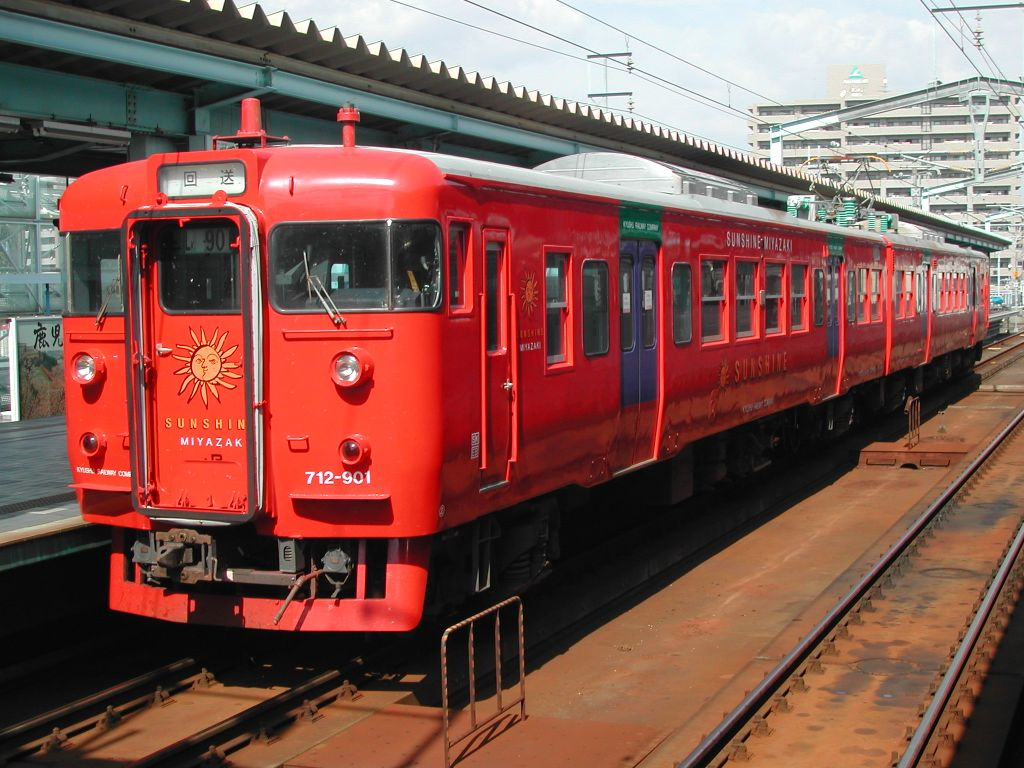
713系
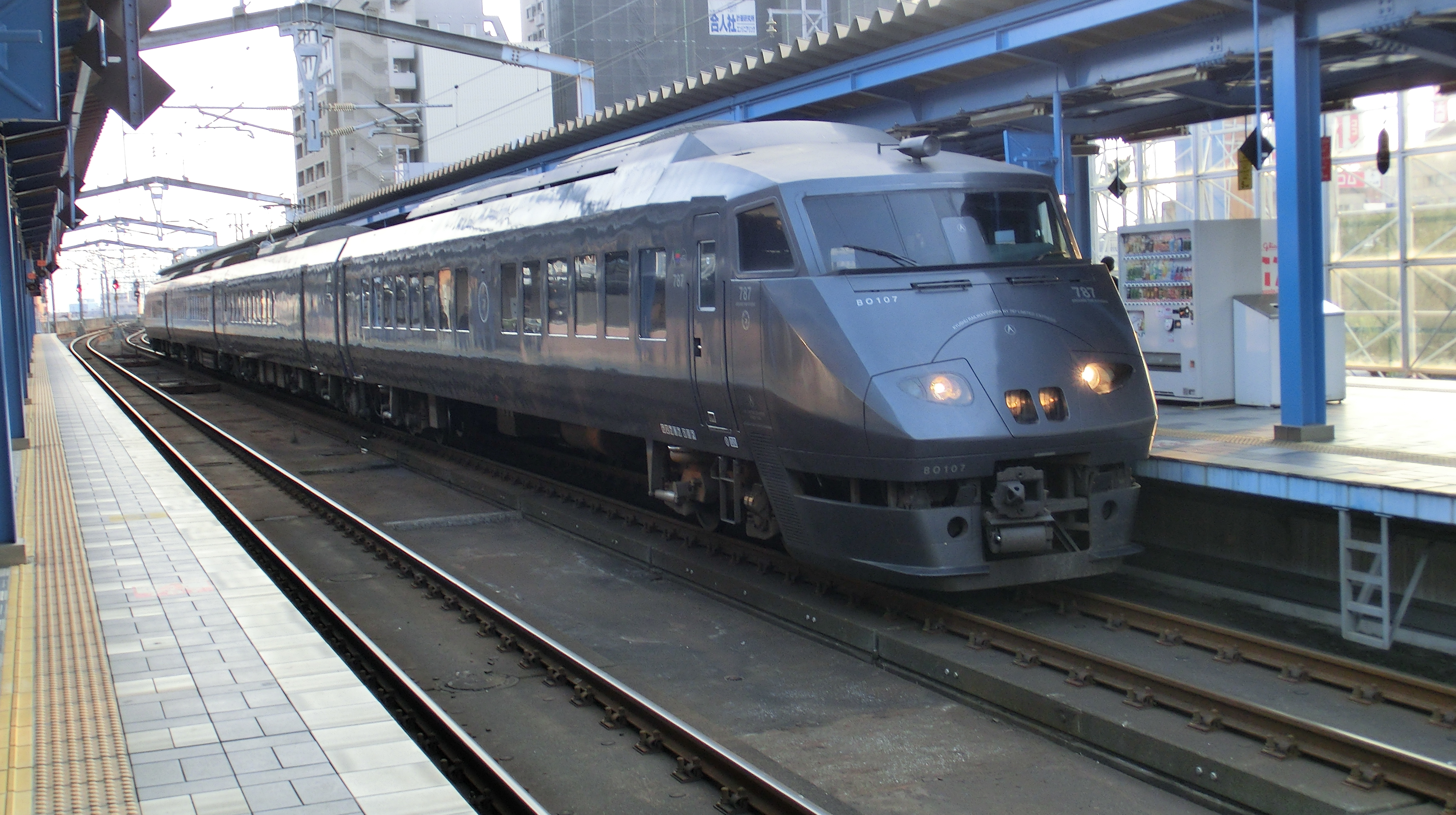
787系

##### 気動車
- キハ40形・キハ47形・キハ140形・キハ147形：小倉駅 - 城野駅間（日田彦山線直通列車のみ）、宮崎駅 - 西都城駅、国分駅 - 鹿児島駅間（日南線・吉都線・肥薩線直通列車を含む）で運用。2022年（令和4年）3月21日までは専用車両による特急「はやとの風」での運用もあった。

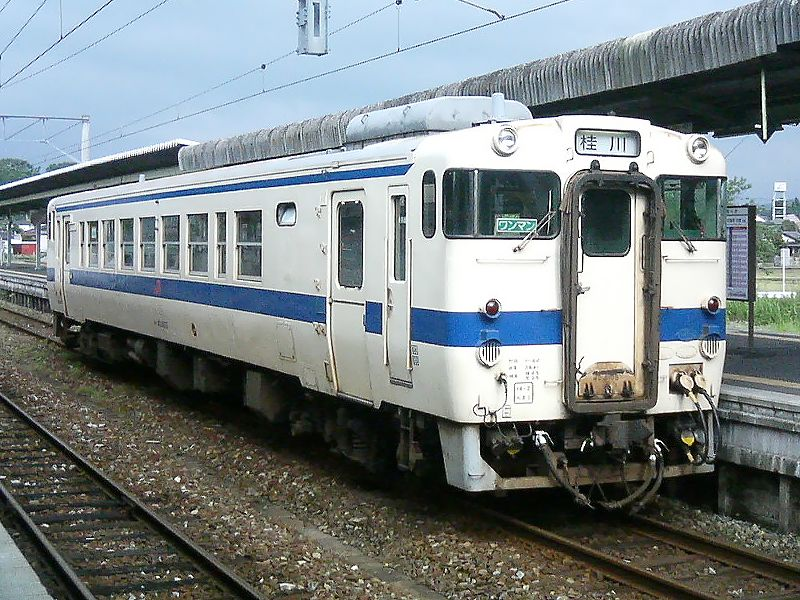
キハ40形・キハ47形

#### 機関車

##### 電気機関車
JR貨物が貨物列車用として保有・運用しているものでありJR九州は電気機関車を保有していない。
- EF510形 ：北九州貨物ターミナル駅 - 延岡駅（ - 南延岡駅）間の定期貨物列車で300番台が運用。

### 過去の使用車両

#### 電車
- 481系・485系：特急「にちりん」「ソニック」「ひゅうが」「きりしま」及び朝晩の「さわやかライナー」「ホームライナー」、1975年の山陽新幹線博多延伸開業以前には新大阪駅 - 大分駅間で運転されていた特急「みどり」、大阪駅 - 宮崎駅間の特急「日向」で使用された。2011年（平成23年）3月12日ダイヤ改正で定期運行を終了、2015年（平成27年）に臨時列車としての運用も終了した。
- 581系・583系：寝台特急「彗星」の一部と、その間合い運用で「にちりん」の一部で、また山陽新幹線博多駅延伸開業以前には新大阪駅 - 大分駅間の特急「みどり」にも使用された。
- 457系・475系：急行「べっぷ」「日南」「ゆのか」などで使用。急行廃止後は柳ケ浦以南の普通列車に転用。新型車両投入に伴い2007年までに全車運用離脱。
- 421系・423系：佐伯駅以北の普通列車で415系とともに使用された。
- 717系：主に大分（杵築以南）・宮崎・鹿児島地区の普通列車で使用された。817系など新型車両の追加投入に伴い徐々に運用を縮小、2013年（平成25年）までに全車が定期運用を離脱した。
- 783系：1990年（平成2年）に大分駅以北の「にちりん」の一部に投入。1996年（平成8年）3月に一旦撤退するも2000年（平成12年）3月から「ソニック」「にちりんシーガイア」「ドリームにちりん」運用で復帰。「ソニック」は翌年に運用を外れたが「にちりん」「ひゅうが」での運用を開始し[注釈 11]、2011年（平成23年）3月には「きりしま」での運用も始まった。2021年（令和3年）3月改正でこれらの特急削減と787系の運用増加により日豊本線内での定期運用が消滅した[89][90]。

##### 気動車
- キハ80系：1980年（昭和55年）の電化以前に特急「にちりん」「おおよど」で、1975年（昭和50年）の山陽新幹線博多延伸開業以前に特急「みどり」「かもめ」「いそかぜ」「日向」に使用された。
- キハ58系・キハ65形：電化以前に急行列車で、JR化後も他線と直通する急行「由布」「火の山」「えびの」や普通列車で使用された。
- キハ72系：キハ71系と異なり日豊本線に乗り入れる定期運用はないが、2度にわたる九州北部豪雨における久大本線不通の際に、別府駅 - 日田駅間、博多駅 - 小倉駅 - 大分駅 - 由布院駅間で臨時設定された特急「ゆふいんの森」において運用された。
- キハ200系・キハ220系：亀川駅 - 大分駅間（豊肥本線・久大本線直通列車）および、大分駅 - 南延岡駅間（「宗太郎越え」区間運用）で使用された。2018年（平成30年）3月17日ダイヤ改正で豊肥本線・久大本線直通の終了、815系・787系への置き換えで日豊本線での定期運用から撤退した。2024年（令和6年）7月28日に開催されたべっぷ火の海まつり納涼花火大会開催に合わせて臨時列車として杵築駅 - 大分駅間で運用された。

##### 客車
- 50系：門司港駅 - 大分駅間の普通列車で使用された。
- 12系：夜行の急行「日南」の座席車などで使用された。
- 14系15形：寝台特急「富士」「彗星」で使用された。
- 14系座席車：急行「くにさき」で使用された。
- 24系24形・25形：寝台特急「富士」「彗星」、急行「日南」寝台車で使用された。
- 20系：寝台特急「富士」「彗星」「みずほ」[注釈 12]、急行「日南」寝台車で使用された。

##### 電気機関車
- ED74形：大分駅以北の寝台特急列車・貨物列車牽引で使用されていた。
- ED76形：北九州貨物ターミナル駅 - 延岡駅（ - 南延岡駅）間の定期貨物列車で運用されていた。
- EF81形 ：北九州貨物ターミナル駅 - 延岡駅（ - 南延岡駅）間の定期貨物列車で450番台・500番台・300番台が運用されていた。

##### ディーゼル機関車
- DF50形：電化以前に寝台特急列車・貨物列車牽引で使用。末期は宮崎駅 - 鹿児島駅間で運用された[91]。

##### 蒸気機関車
いずれも1974年（昭和49年）の幸崎駅 - 南宮崎駅間の電化まで運用。DF50形に置き換えられた。
- D51形
- C57形
- C61形

## 駅一覧
便宜上、鹿児島側の全列車が直通する鹿児島本線鹿児島中央駅までを掲載する。
- 駅名 … ◆・◇・■：貨物取扱駅（◇は定期貨物列車の発着なし、■はオフレールステーション）、九：特定都区市内制度における「北九州市内」エリアの駅
- 線路 … ||：複線区間、◇・｜：単線区間（◇は交換可能）、∧：これより下は複線、∨：これより下は単線

### 小倉駅 - 行橋駅間
- この区間は全区間福岡県内に所在。
- この区間は全区間複線。
- 停車駅
  - 普通…全旅客駅に停車
  - 快速（上りのみ運転）…▲印の駅は停車、↑印の駅は通過。
    - 日田彦山線直通の快速は「日田彦山線#駅一覧」参照

  - 特急（ソニック・にちりん ほか）…各列車記事参照

| 駅番号 | 駅名             | 営業キロ | 営業キロ | 快速 | 接続路線・備考 | 所在地        | 所在地        |
| 駅番号 | 駅名             | 駅間     | 累計     | 快速 | 接続路線・備考 | 所在地        | 所在地        |
| ------ | ---------------- | -------- | -------- | ---- | --- | ------------- | ------------- |
| JF01   | 小倉駅 九        | -        | 0.0      | ▲    | 九州旅客鉄道： 鹿児島本線（JA28）〈直通あり〉・ 山陽本線（JA51） 西日本旅客鉄道： 山陽新幹線 北九州高速鉄道（北九州モノレール）：小倉線（01） | 北九州市      | 小倉北区      |
| JF02   | 西小倉駅 九      | 0.8      | 0.8      | ▲    | 九州旅客鉄道： 鹿児島本線（JA27） | 北九州市      | 小倉北区      |
| JF03   | 南小倉駅 九      | 2.7      | 3.5      | ▲    | | 北九州市      | 小倉北区      |
| JF04   | 城野駅 九        | 2.6      | 6.1      | ▲    | 九州旅客鉄道： 日田彦山線（JI04） | 北九州市      | 小倉南区      |
| JF05   | 安部山公園駅 九  | 2.3      | 8.4      | ↑    | | 北九州市      | 小倉南区      |
| JF06   | 下曽根駅 九      | 3.2      | 11.6     | ▲    | | 北九州市      | 小倉南区      |
| JF07   | 朽網駅 九        | 3.4      | 15.0     | ↑    | | 北九州市      | 小倉南区      |
| JF08   | 苅田駅           | 3.6      | 18.6     | ↑    | | 京都郡 苅田町 | 京都郡 苅田町 |
| JF09   | 小波瀬西工大前駅 | 3.6      | 22.2     | ↑    | | 京都郡 苅田町 | 京都郡 苅田町 |
| JF10   | 行橋駅           | 2.8      | 25.0     | ▲    | 九州旅客鉄道：■日豊本線（大分方面） 平成筑豊鉄道：田川線（HC31）                                                                              | 行橋市        | 行橋市        |

1. ↑  山陽本線の終点は門司駅だが、運転系統上は小倉駅まで乗り入れる。
2. ↑  日田彦山線の起点は城野駅だが、全列車が小倉駅まで乗り入れる。

- JR九州の直営駅（駅長配置駅）：小倉駅、行橋駅
- その他の駅は直営駅であるが、駅長配置駅等から駅員が派遣される。

### 行橋駅 - 延岡駅間
- 停車駅
  - 普通…全旅客駅に停車
  - 快速（上りのみ運転）…▲印の駅は停車、↑印の駅は通過。
  - 特急（ソニック・にちりん ほか）…各列車記事参照

| 駅名         | 営業キロ | 営業キロ         | 快速 | 接続路線・備考                                                   | 線路 | 所在地        | 所在地        |
| 駅名         | 駅間     | 小倉 からの 累計 | 快速 | 接続路線・備考                                                   | 線路 | 所在地        | 所在地        |
| ------------ | -------- | ---------------- | ---- | ---------------------------------------------------------------- | ---- | ------------- | ------------- |
| 行橋駅       | -        | 25.0             | ▲    | 九州旅客鉄道：■日豊本線（小倉方面） 平成筑豊鉄道：田川線（HC31） | \|\| | 福岡県        | 行橋市        |
| 南行橋駅     | 1.8      | 26.8             | ↑    |                                                                  | \|\| | 福岡県        | 行橋市        |
| 新田原駅     | 3.4      | 30.2             | ↑    |                                                                  | \|\| | 福岡県        | 行橋市        |
| 築城駅       | 3.7      | 33.9             | ▲    |                                                                  | \|\| | 福岡県        | 築上郡 築上町 |
| 椎田駅       | 3.0      | 36.9             | ▲    |                                                                  | \|\| | 福岡県        | 築上郡 築上町 |
| 豊前松江駅   | 4.9      | 41.8             | ↑    |                                                                  | \|\| | 福岡県        | 豊前市        |
| 宇島駅       | 3.4      | 45.2             | ▲    |                                                                  | \|\| | 福岡県        | 豊前市        |
| 三毛門駅     | 2.8      | 48.0             | ↑    |                                                                  | \|\| | 福岡県        | 豊前市        |
| 吉富駅       | 2.0      | 50.0             | ↑    |                                                                  | \|\| | 福岡県        | 築上郡 吉富町 |
| 中津駅       | 1.8      | 51.8             | ▲    |                                                                  | \|\| | 大分県        | 中津市        |
| 東中津駅     | 4.9      | 56.7             | ▲    |                                                                  | \|\| | 大分県        | 中津市        |
| 今津駅       | 3.4      | 60.1             | ▲    |                                                                  | \|\| | 大分県        | 中津市        |
| 天津駅       | 2.4      | 62.5             | ▲    |                                                                  | \|\| | 大分県        | 宇佐市        |
| 豊前善光寺駅 | 3.0      | 65.5             | ▲    |                                                                  | \|\| | 大分県        | 宇佐市        |
| 柳ケ浦駅     | 3.6      | 69.1             | ▲    |                                                                  | \|\| | 大分県        | 宇佐市        |
| 豊前長洲駅   | 1.9      | 71.0             |      |                                                                  | \|\| | 大分県        | 宇佐市        |
| 宇佐駅       | 4.8      | 75.8             |      |                                                                  | \|\| | 大分県        | 宇佐市        |
| 西屋敷駅     | 3.6      | 79.4             |      |                                                                  | \|\| | 大分県        | 宇佐市        |
| 立石駅       | 5.8      | 85.2             |      |                                                                  | ∨    | 大分県        | 杵築市        |
| 中山香駅     | 5.2      | 90.4             |      |                                                                  | ∧    | 大分県        | 杵築市        |
| 杵築駅       | 8.8      | 99.2             |      |                                                                  | ∨    | 大分県        | 杵築市        |
| 大神駅       | 4.1      | 103.3            |      |                                                                  | ◇    | 大分県        | 速見郡 日出町 |
| 日出駅       | 3.9      | 107.2            |      |                                                                  | ∧    | 大分県        | 速見郡 日出町 |
| 暘谷駅       | 1.2      | 108.4            |      |                                                                  | \|\| | 大分県        | 速見郡 日出町 |
| 豊後豊岡駅   | 2.9      | 111.3            |      |                                                                  | \|\| | 大分県        | 速見郡 日出町 |
| 亀川駅       | 3.6      | 114.9            |      |                                                                  | \|\| | 大分県        | 別府市        |
| 別府大学駅   | 2.1      | 117.0            |      |                                                                  | \|\| | 大分県        | 別府市        |
| 別府駅       | 3.8      | 120.8            |      |                                                                  | \|\| | 大分県        | 別府市        |
| 東別府駅     | 2.0      | 122.8            |      |                                                                  | \|\| | 大分県        | 別府市        |
| 西大分駅◆    | 7.6      | 130.4            |      |                                                                  | \|\| | 大分県        | 大分市        |
| 大分駅       | 2.5      | 132.9            |      | 九州旅客鉄道：■久大本線（ゆふ高原線）・■豊肥本線（阿蘇高原線）   | ∨    | 大分県        | 大分市        |
| 下郡信号場   | -        | 135.1            |      | 大分車両センターへの分岐                                         | ｜   | 大分県        | 大分市        |
| 牧駅         | 3.3      | 136.2            |      |                                                                  | ｜   | 大分県        | 大分市        |
| 高城駅       | 1.8      | 138.0            |      |                                                                  | ◇    | 大分県        | 大分市        |
| 鶴崎駅◇      | 3.0      | 141.0            |      |                                                                  | ◇    | 大分県        | 大分市        |
| 大在駅       | 3.3      | 144.3            |      |                                                                  | ◇    | 大分県        | 大分市        |
| 坂ノ市駅     | 3.1      | 147.4            |      |                                                                  | ◇    | 大分県        | 大分市        |
| 幸崎駅       | 4.4      | 151.8            |      |                                                                  | ◇    | 大分県        | 大分市        |
| 佐志生駅     | 7.2      | 159.0            |      |                                                                  | ◇    | 大分県        | 臼杵市        |
| 下ノ江駅     | 2.1      | 161.1            |      |                                                                  | ◇    | 大分県        | 臼杵市        |
| 熊崎駅       | 3.6      | 164.7            |      |                                                                  | ◇    | 大分県        | 臼杵市        |
| 上臼杵駅     | 2.9      | 167.6            |      |                                                                  | ｜   | 大分県        | 臼杵市        |
| 臼杵駅       | 1.6      | 169.2            |      |                                                                  | ◇    | 大分県        | 臼杵市        |
| 津久見駅     | 9.7      | 178.9            |      |                                                                  | ◇    | 大分県        | 津久見市      |
| 日代駅       | 5.5      | 184.4            |      |                                                                  | ◇    | 大分県        | 津久見市      |
| 浅海井駅     | 3.8      | 188.2            |      |                                                                  | ◇    | 大分県        | 佐伯市        |
| 狩生駅       | 3.8      | 192.0            |      |                                                                  | ◇    | 大分県        | 佐伯市        |
| 海崎駅       | 2.8      | 194.8            |      |                                                                  | ◇    | 大分県        | 佐伯市        |
| 佐伯駅       | 3.0      | 197.8            |      |                                                                  | ◇    | 大分県        | 佐伯市        |
| 上岡駅       | 4.6      | 202.4            |      |                                                                  | ◇    | 大分県        | 佐伯市        |
| 直見駅       | 6.4      | 208.8            |      |                                                                  | ◇    | 大分県        | 佐伯市        |
| 直川駅       | 4.8      | 213.6            |      |                                                                  | ◇    | 大分県        | 佐伯市        |
| 川原木信号場 | -        | 217.5            |      |                                                                  | ◇    | 大分県        | 佐伯市        |
| 重岡駅       | 10.6     | 224.2            |      |                                                                  | ◇    | 大分県        | 佐伯市        |
| 宗太郎駅     | 6.8      | 231.0            |      |                                                                  | ◇    | 大分県        | 佐伯市        |
| 市棚駅       | 7.5      | 238.5            |      |                                                                  | ◇    | 宮崎県 延岡市 | 宮崎県 延岡市 |
| 北川駅       | 4.7      | 243.2            |      |                                                                  | ◇    | 宮崎県 延岡市 | 宮崎県 延岡市 |
| 日向長井駅   | 3.5      | 246.7            |      |                                                                  | ◇    | 宮崎県 延岡市 | 宮崎県 延岡市 |
| 北延岡駅     | 4.6      | 251.3            |      |                                                                  | ◇    | 宮崎県 延岡市 | 宮崎県 延岡市 |
| 延岡駅◆      | 4.9      | 256.2            |      | 九州旅客鉄道：■日豊本線（宮崎方面）                              | ◇    | 宮崎県 延岡市 | 宮崎県 延岡市 |

- 日出町は中山香駅 - 杵築駅間でも通るが、この間に駅はない。
- JR九州の直営駅（駅長配置駅）：行橋駅、中津駅、亀川駅、別府駅、大分駅、臼杵駅、佐伯駅、延岡駅
- JR九州の直営駅（駅長配置なし）：柳ヶ浦駅、宇佐駅、杵築駅、別府大学駅、西大分駅、鶴崎駅、津久見駅
- 簡易委託駅：築城駅、椎田駅、東中津駅、今津駅、中山香駅、大神駅、日出駅、暘谷駅、豊後豊岡駅、東別府駅
上記以外の駅は無人駅である。

### 延岡駅 - 鹿児島中央駅間
- 停車駅
  - 普通…全旅客駅に停車。ただし一部の列車は青井岳駅・竜ケ水駅・仙巌園駅（▽）を通過
  - 特急（にちりん・ひゅうが・きりしま ほか）…各列車記事参照

| 正式路線名   | 駅名         | 営業キロ | 営業キロ | 接続路線・備考                                     | 線路 | 所在地   | 所在地          | 所在地          |
| 正式路線名   | 駅名         | 駅間     | 小倉 からの 累計 | 接続路線・備考                                     | 線路 | 所在地   | 所在地          | 所在地          |
| ------------ | ------------ | -------- | --- | -------------------------------------------------- | ---- | -------- | --------------- | --------------- |
| 日豊本線     | 延岡駅◆      | -        | 256.2 | 九州旅客鉄道：■日豊本線（大分方面）                | ◇    | 宮崎県   | 延岡市          | 延岡市          |
| 日豊本線     | 南延岡駅◇    | 3.4      | 259.6 |                                                    | ◇    | 宮崎県   | 延岡市          | 延岡市          |
| 日豊本線     | 旭ケ丘駅     | 3.5      | 263.1 |                                                    | ｜   | 宮崎県   | 延岡市          | 延岡市          |
| 日豊本線     | 土々呂駅     | 2.6      | 265.7 |                                                    | ◇    | 宮崎県   | 延岡市          | 延岡市          |
| 日豊本線     | 門川駅       | 4.3      | 270.0 |                                                    | ◇    | 宮崎県   | 東臼杵郡 門川町 | 東臼杵郡 門川町 |
| 日豊本線     | 日向市駅     | 6.7      | 276.7 |                                                    | ◇    | 宮崎県   | 日向市          | 日向市          |
| 日豊本線     | 財光寺駅     | 2.2      | 278.9 |                                                    | ｜   | 宮崎県   | 日向市          | 日向市          |
| 日豊本線     | 南日向駅     | 4.2      | 283.1 |                                                    | ◇    | 宮崎県   | 日向市          | 日向市          |
| 日豊本線     | 美々津駅     | 6.6      | 289.7 |                                                    | ◇    | 宮崎県   | 日向市          | 日向市          |
| 日豊本線     | 東都農駅     | 4.4      | 294.1 |                                                    | ◇    | 宮崎県   | 児湯郡          | 都農町          |
| 日豊本線     | 都農駅       | 4.6      | 298.7 |                                                    | ◇    | 宮崎県   | 児湯郡          | 都農町          |
| 日豊本線     | 川南駅       | 6.9      | 305.6 |                                                    | ◇    | 宮崎県   | 児湯郡          | 川南町          |
| 日豊本線     | 高鍋駅       | 8.0      | 313.6 |                                                    | ◇    | 宮崎県   | 児湯郡          | 高鍋町          |
| 日豊本線     | 日向新富駅   | 6.4      | 320.0 |                                                    | ◇    | 宮崎県   | 児湯郡          | 新富町          |
| 日豊本線     | 佐土原駅■    | 6.7      | 326.7 |                                                    | ◇    | 宮崎県   | 宮崎市          | 宮崎市          |
| 日豊本線     | 日向住吉駅   | 4.2      | 330.9 |                                                    | ◇    | 宮崎県   | 宮崎市          | 宮崎市          |
| 日豊本線     | 蓮ケ池駅     | 3.8      | 334.7 |                                                    | ｜   | 宮崎県   | 宮崎市          | 宮崎市          |
| 日豊本線     | 宮崎神宮駅   | 2.7      | 337.4 |                                                    | ◇    | 宮崎県   | 宮崎市          | 宮崎市          |
| 日豊本線     | 宮崎駅       | 2.5      | 339.9 |                                                    | ◇    | 宮崎県   | 宮崎市          | 宮崎市          |
| 日豊本線     | 南宮崎駅     | 2.6      | 342.5 | 九州旅客鉄道：■日南線・■宮崎空港線                 | ◇    | 宮崎県   | 宮崎市          | 宮崎市          |
| 日豊本線     | 加納駅       | 2.6      | 345.1 |                                                    | ｜   | 宮崎県   | 宮崎市          | 宮崎市          |
| 日豊本線     | 清武駅       | 2.7      | 347.8 |                                                    | ◇    | 宮崎県   | 宮崎市          | 宮崎市          |
| 日豊本線     | 日向沓掛駅   | 4.7      | 352.5 |                                                    | ◇    | 宮崎県   | 宮崎市          | 宮崎市          |
| 日豊本線     | 田野駅       | 5.5      | 358.0 |                                                    | ◇    | 宮崎県   | 宮崎市          | 宮崎市          |
| 日豊本線     | 門石信号場   | -        | 363.6 |                                                    | ◇    | 宮崎県   | 宮崎市          | 宮崎市          |
| 日豊本線     | 青井岳駅▽    | 11.3     | 369.3 |                                                    | ◇    | 宮崎県   | 都城市          | 都城市          |
| 日豊本線     | 楠ヶ丘信号場 | -        | 374.7 |                                                    | ◇    | 宮崎県   | 都城市          | 都城市          |
| 日豊本線     | 山之口駅     | 9.8      | 379.1 |                                                    | ◇    | 宮崎県   | 都城市          | 都城市          |
| 日豊本線     | 餅原駅       | 2.9      | 382.0 |                                                    | ｜   | 宮崎県   | 北諸県郡 三股町 | 北諸県郡 三股町 |
| 日豊本線     | 三股駅       | 3.6      | 385.6 |                                                    | ◇    | 宮崎県   | 北諸県郡 三股町 | 北諸県郡 三股町 |
| 日豊本線     | 都城駅       | 4.3      | 389.9 | 九州旅客鉄道：■吉都線（えびの高原線）              | ◇    | 宮崎県   | 都城市          | 都城市          |
| 日豊本線     | 西都城駅     | 2.5      | 392.4 |                                                    | ◇    | 宮崎県   | 都城市          | 都城市          |
| 日豊本線     | 五十市駅     | 2.8      | 395.2 |                                                    | ◇    | 宮崎県   | 都城市          | 都城市          |
| 日豊本線     | 財部駅       | 4.2      | 399.4 |                                                    | ◇    | 鹿児島県 | 曽於市          | 曽於市          |
| 日豊本線     | 北俣駅       | 3.6      | 403.0 |                                                    | ◇    | 鹿児島県 | 曽於市          | 曽於市          |
| 日豊本線     | 大隅大川原駅 | 5.1      | 408.1 |                                                    | ◇    | 鹿児島県 | 曽於市          | 曽於市          |
| 日豊本線     | 北永野田駅   | 5.3      | 413.4 |                                                    | ◇    | 鹿児島県 | 霧島市          | 霧島市          |
| 日豊本線     | 霧島神宮駅   | 6.0      | 419.4 |                                                    | ◇    | 鹿児島県 | 霧島市          | 霧島市          |
| 日豊本線     | 南霧島信号場 | -        | 423.9 |                                                    | ◇    | 鹿児島県 | 霧島市          | 霧島市          |
| 日豊本線     | 国分駅       | 12.7     | 432.1 |                                                    | ◇    | 鹿児島県 | 霧島市          | 霧島市          |
| 日豊本線     | 隼人駅       | 2.6      | 434.7 | 九州旅客鉄道：■肥薩線                              | ◇    | 鹿児島県 | 霧島市          | 霧島市          |
| 日豊本線     | 加治木駅     | 6.9      | 441.6 |                                                    | ◇    | 鹿児島県 | 姶良市          | 姶良市          |
| 日豊本線     | 錦江駅       | 1.7      | 443.3 |                                                    | ｜   | 鹿児島県 | 姶良市          | 姶良市          |
| 日豊本線     | 帖佐駅       | 2.2      | 445.5 |                                                    | ◇    | 鹿児島県 | 姶良市          | 姶良市          |
| 日豊本線     | 姶良駅       | 1.6      | 447.1 |                                                    | ｜   | 鹿児島県 | 姶良市          | 姶良市          |
| 日豊本線     | 重富駅       | 1.6      | 448.7 |                                                    | ◇    | 鹿児島県 | 姶良市          | 姶良市          |
| 日豊本線     | 竜ケ水駅▽    | 7.0      | 455.7 |                                                    | ◇    | 鹿児島県 | 鹿児島市        | 鹿児島市        |
| 日豊本線     | 仙巌園駅▽    | 4.8      | 460.5 |                                                    | ｜   | 鹿児島県 | 鹿児島市        | 鹿児島市        |
| 日豊本線     | 鹿児島駅     | 2.1      | 462.6 | 鹿児島市電：第一期線（鹿児島駅前停留場：I01・N01） | ∧    | 鹿児島県 | 鹿児島市        | 鹿児島市        |
| 鹿児島本線   | 鹿児島駅     | 2.1      | 462.6 | 鹿児島市電：第一期線（鹿児島駅前停留場：I01・N01） | ∧    | 鹿児島県 | 鹿児島市        | 鹿児島市        |
| 鹿児島中央駅 | 3.2          | 465.8    | 九州旅客鉄道： 九州新幹線・■鹿児島本線（川内方面）・■指宿枕崎線 鹿児島市電：第二期線・唐湊線（鹿児島中央駅前停留場：N11） | \|\|                                               |      | 鹿児島県 | 鹿児島市        | 鹿児島市        |

1. ↑  日南線の一部列車は宮崎駅へ乗り入れる。
2. ↑  宮崎空港線の正式な起点は日南線田吉駅だが、全列車が南宮崎駅まで乗り入れる。

- 霧島神宮駅 - 国分駅間の駅間距離（12.7 km＝営業キロ）は2013年（平成25年）12月1日の時点でJR九州管内の在来線で最長となっている。
- JR九州の直営駅（駅長配置駅）：延岡駅、宮崎駅、南宮崎駅、隼人駅、鹿児島駅、鹿児島中央駅
- JR九州の直営駅（駅長配置なし）：南延岡駅、日向市駅、高鍋駅、佐土原駅、都城駅、霧島神宮駅、国分駅、加治木駅、帖佐駅、姶良駅
- 簡易委託駅:門川駅、財光寺駅、都農駅、川南駅、日向新富駅、日向住吉駅、清武駅、西都城駅、重富駅
上記以外の駅は無人駅である。

### 廃止支線
( ) 内は起点からの営業キロ。駅名・施設名は廃止時点のもの。
大分港臨港線（1984年廃止）
西大分駅 (0.0 km) - （貨）大分港駅 (2.0 km)
苅田港線（2016年廃止）
小波瀬西工大前駅 (0.0 km) - （貨）苅田港駅 (4.6 km)

### 過去の接続路線
- 小倉駅：西鉄北九州線…小倉駅前電停 - 1992年（平成4年）10月25日廃止
- 北篠崎信号所（現・南小倉駅付近）：小倉裏線（小倉南線） - 1911年（明治44年）10月1日廃止
- 紫川信号所：小倉裏線（小倉南線） - 1911年（明治44年）10月1日廃止
- 南篠崎信号所：小倉裏線（小倉南線）- 1916年（大正5年）6月21日廃止
- 城野駅：西鉄北方線…城野駅前電停 - 1980年（昭和55年）11月1日廃止
- 宇島駅：宇島鉄道線 - 1936年（昭和11年）8月1日廃止
- 中津駅：大分交通耶馬渓線 - 1975年（昭和50年）10月1日廃止
- 豊前善光寺駅：大分交通豊州線 - 1952年度（昭和27年度）休止。1953年（昭和28年）9月30日廃止
- 宇佐駅：大分交通宇佐参宮線 - 1965年（昭和40年）8月21日廃止
- 杵築駅：大分交通国東線 - 1966年（昭和41年）4月1日廃止
- 亀川駅：大分交通別大線…亀川駅前電停 - 1972年（昭和47年）4月5日廃止
- 別府駅：大分交通別大線別府駅前支線…別府駅前電停 - 1956年（昭和31年）10月19日廃止
- 東別府駅：大分交通別大線…東別府駅前電停 - 1972年（昭和47年）4月5日廃止
- 西大分駅：大分交通別大線…西大分電停 - 1972年（昭和47年）4月5日廃止
- 大分駅：大分交通別大線…大分駅前電停 - 1972年（昭和47年）4月5日廃止
- 幸崎駅：日本鉱業佐賀関鉄道…日鉱幸崎駅 - 1963年（昭和38年）5月15日廃止
- 延岡駅：高千穂鉄道高千穂線 - 2005年（平成17年）9月6日休止、2007年（平成19年）9月6日廃止
- 日向住吉駅：住吉村営人車軌道
- 日向市駅：細島線 - 1972年（昭和47年）2月1日旅客営業廃止（日豊本線貨物支線に編入。1993年12月1日廃止）
- 佐土原駅：妻線 - 1984年（昭和59年）12月1日廃止
- 宮崎駅：宮崎県営鉄道貨物線 - 1917年（大正6年）9月21日国有化と同時に廃止（同時に国有化された本線は日豊本線・妻線となる）
- 南宮崎駅：宮崎交通線 - 1962年（昭和37年）7月1日廃止
- 西都城駅：志布志線 - 1987年（昭和62年）3月28日廃止
- 国分駅：大隅線 - 1987年（昭和62年）3月14日廃止

## 利用状況

### 平均通過人員
各年度の平均通過人員（人/日）および旅客運輸収入は以下のとおりである。
| 年度                   | 平均通過人員（人/日） | 平均通過人員（人/日） | 平均通過人員（人/日） | 平均通過人員（人/日） | 平均通過人員（人/日） | 平均通過人員（人/日） | 平均通過人員（人/日） | 平均通過人員（人/日） | 平均通過人員（人/日） | 旅客運輸収入 （百万円/年） | 出典   |
| 年度                   | 全区間                | 小倉 - 中津           | 中津 - 大分           | 大分 - 佐伯           | 佐伯 - 延岡           | 延岡 - 南宮崎         | 南宮崎 - 都城         | 都城 - 国分           | 国分 - 鹿児島         | 旅客運輸収入 （百万円/年） | 出典   |
| ---------------------- | --------------------- | --------------------- | --------------------- | --------------------- | --------------------- | --------------------- | --------------------- | --------------------- | --------------------- | -------------------------- | ------ |
| 1987年度（昭和62年度） | 10,249                | 34,776                | 13,455                | 8,050                 | 3,428                 | 6,149                 | 4,398                 | 2,029                 | 9,875                 |                            | [ 92 ] |
| 2016年度（平成28年度） | 9,132                 | 29,003                | 14,503                | 5,617                 | 1,049                 | 6,204                 | 3,795                 | 1,487                 | 11,214                | 21,164                     | [ 92 ] |
| 2017年度（平成29年度） | 9,697                 | 29,266                | 14,726                | 6,948                 | 793                   | 6,028                 | 3,624                 | 1,478                 | 11,329                | 21,291                     | [ 93 ] |
| 2018年度（平成30年度） | 8,898                 | 28,424                | 14,074                | 5,308                 | 889                   | 6,145                 | 3,584                 | 1,438                 | 11,319                | 21,142                     | [ 94 ] |
| 2019年度（令和元年度） | 8,638                 | 27,572                | 13,519                | 5,278                 | 858                   | 5,980                 | 3,503                 | 1,389                 | 11,084                | 20,611                     | [ 95 ] |
| 2020年度（令和02年度） | 5,448                 | 16,940                | 7,226                 | 3,886                 | 353                   | 4,327                 | 2,540                 | 728                   | 8,501                 | 10,729                     | [ 96 ] |
| 2021年度（令和03年度） | 5,897                 | 18,655                | 8,110                 | 3,988                 | 431                   | 4,527                 | 2,701                 | 830                   | 8,729                 | 12,491                     | [ 97 ] |
| 2022年度（令和04年度） | 6,960                 | 21,899                | 10,455                | 4,395                 | 604                   | 5,074                 | 3,138                 | 1,068                 | 9,345                 | 16,526                     | [ 98 ] |
| 2023年度（令和05年度） | 7,941                 | 24,411                | 12,394                | 5,022                 | 907                   | 5,672                 | 3,481                 | 1,368                 | 10,250                | 19,463                     | [ 99 ] |

備考
1. ↑  台風18号の影響で長期間不通となった区間を含む「大分 - 佐伯」間の値を除いた実績。
2. ↑  台風18号の影響で不通となった期間を除いた実績で算出。

### 混雑率
2018年度（平成30年度）の混雑率は快速46%・普通97%となっている。快速の輸送人員353人は、811系4両と813系3両の合計座席数（348席）とほぼ同じであり、普通と比較すると混雑率の差が顕著である。

### 線区別収支
平均通過人員が2,000人/日未満の線区（佐伯駅 - 延岡駅間、都城駅 - 国分駅間）における各年度の収支（営業収益、営業費、営業損益）は以下のとおりである。▲はマイナスを意味する。
| 年度                   | 収支（百万円） | 収支（百万円） | 収支（百万円） | 出典    |
| 年度                   | 営業収益       | 営業費         | 営業損益       | 出典    |
| ---------------------- | -------------- | -------------- | -------------- | ------- |
| 2018年度（平成30年度） | 396            | 1,070          | ▲674           | [ 101 ] |
| 2019年度（令和元年度） | 391            | 1,137          | ▲746           | [ 102 ] |
| 2020年度（令和02年度） | 180            | 967            | ▲787           | [ 103 ] |
| 2021年度（令和03年度） | 234            | 893            | ▲659           | [ 104 ] |
| 2022年度（令和04年度） | 325            | 800            | ▲476           | [ 105 ] |

| 年度                   | 収支（百万円） | 収支（百万円） | 収支（百万円） | 出典    |
| 年度                   | 営業収益       | 営業費         | 営業損益       | 出典    |
| ---------------------- | -------------- | -------------- | -------------- | ------- |
| 2018年度（平成30年度） | 442            | 833            | ▲392           | [ 101 ] |
| 2019年度（令和元年度） | 432            | 799            | ▲368           | [ 102 ] |
| 2020年度（令和02年度） | 191            | 627            | ▲436           | [ 103 ] |
| 2021年度（令和03年度） | 237            | 652            | ▲415           | [ 104 ] |
| 2022年度（令和04年度） | 335            | 695            | ▲360           | [ 105 ] |